# Racismo institucional
El racismo institucional es una forma de racismo arraigada como práctica normal en una sociedad u organización. Entre sus consecuencias está la discriminación en el empleo, el sistema de justicia, la vivienda, la atención médica, el poder político y la educación, entre otros.
Se le ha definido como “el conjunto de políticas, prácticas y procedimientos que perjudican a grupos racializados impidiendo que puedan alcanzar una posición de igualdad. Esta dimensión institucional del racismo se expresa de dos formas: sin actores (mediante normas, leyes, reglamentos, políticas públicas, mecanismos de asignación y acceso a recursos, etc.), y con actores (prácticas de representantes institucionales, discursos políticos, prácticas de empleados públicos encargados de aplicar las leyes e implementar políticas, etc.)”.

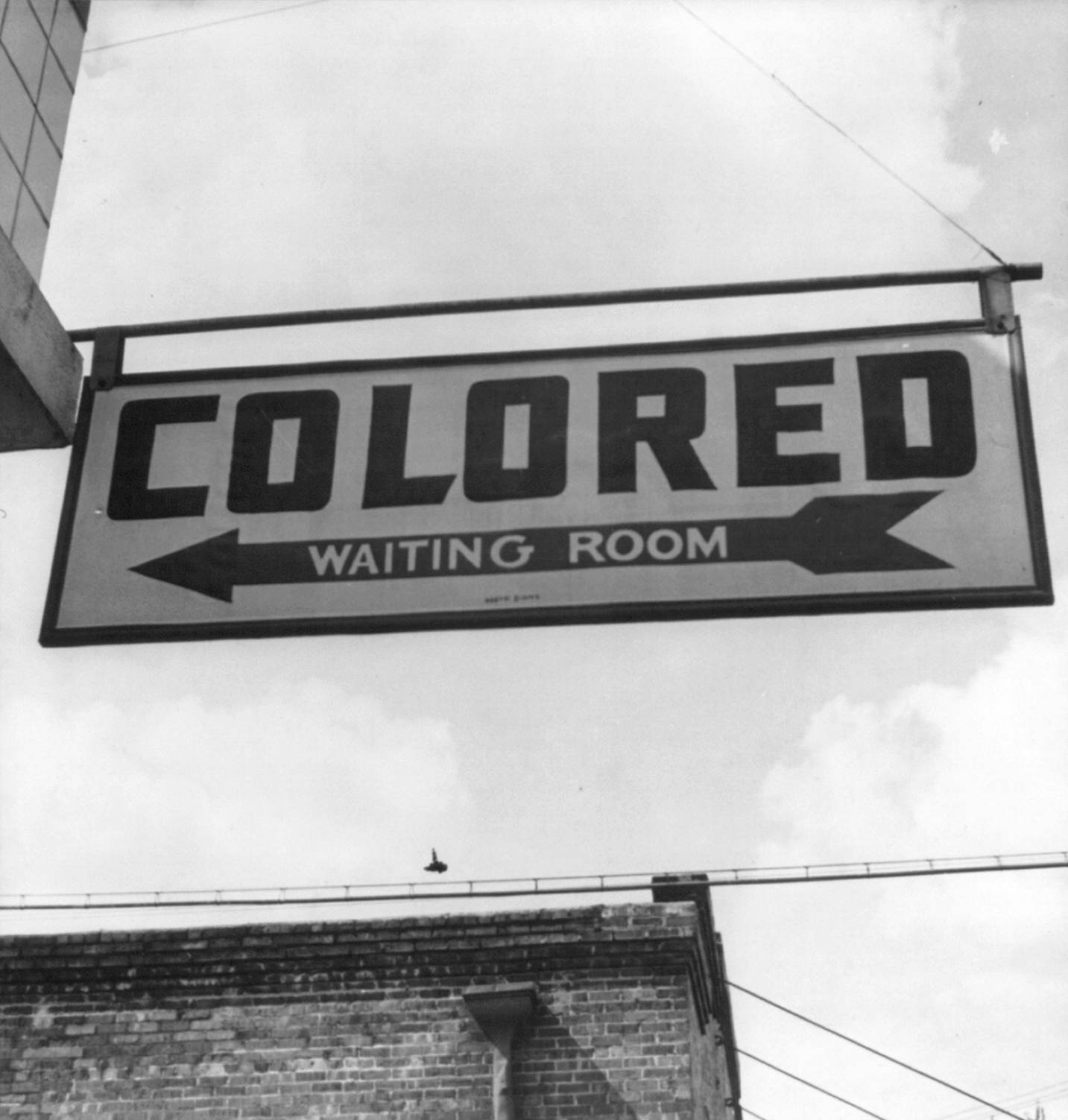
Letrero que señala la sala de espera reservada solo para "personas de color" en 1943 en los Estados Unidos durante la "segregación racial".

Mientras que el racismo sistémico aparecería en todas las relaciones humanas, el racismo institucional es la existencia de políticas y prácticas en las instituciones, que colocan a los grupos étnicos o religiosos minoritarios en desventaja con la mayoría étnica de una institución. Se confunde ocasionalmente el racismo institucional con el estructural de toda la sociedad.
El término racismo institucional fue acuñado por primera vez en 1967 por Stokely Carmichael y Charles V. Hamilton en Black Power: The Politics of Liberation.
William Macpherson en el informe Lawrence del Reino Unido (1999) lo describe como: "El fracaso colectivo de una organización para brindar un servicio apropiado y profesional a personas debido a su color, cultura u origen étnico y puede detectarse en procesos, actitudes y comportamientos equivalentes a una discriminación por prejuicio, ignorancia, desconsideración y estereotipos racistas que perjudican a las minorías étnicas".
En 2023 el racismo institucional que venían ejerciendo la Universidad de Harvard y otras, el discriminaba a ciertas razas en perjuicio de otras, fue declarado ilegal por ser inconstitucional en los EE.UU.

## Clasificación
El concepto de racismo institucional resurgió en el discurso político a mediados y finales de la década de 1990, sin embargo, continúa siendo un tema controversial. El racismo institucional es donde la diferencia racial supone un nivel diferente de acceso a bienes, servicios y oportunidades en la sociedad.
El profesor James M. Jones describió tres tipos principales de racismo: el concebido personalmente, el internalizado y el institucionalizado. El racismo concebido personalmente involucra actitudes sociales específicas y deliberadas hacia la acción con prejuicios raciales (suposiciones prejuiciosas sobre habilidades, motivos e intenciones de los demás según su raza), discriminación (acciones y comportamientos de forma diferente hacia los demás según su raza), estereotipos, hecho y omisión (falta de respeto, sospecha, menosprecio y deshumanización). El racismo internalizado es la aceptación, por parte de los miembros de las personas racialmente estigmatizadas, de percepciones negativas sobre sus propias habilidades y valía intrínseca, caracterizadas por una baja autoestima y baja estima por otros como ellos. Este racismo puede manifestarse adoptando la "blancura" (por ejemplo, estratificación por color de piel en comunidades no blancas), autodevaluación (por ejemplo, insultos raciales, apodos, rechazo de la cultura ancestral, etc.) y resignación, impotencia y desesperanza (por ejemplo, abandonar la escuela, no votar, participar en prácticas riesgosas para la salud, etc.).
Los estereotipos negativos persistentes alimentan el racismo institucional e influyen en las relaciones interpersonales. Los estereotipos raciales contribuyen a los patrones de segregación racial y redlining, y dan forma a las opiniones sobre el crimen, política del crimen y políticas de bienestar, especialmente si la información contextual es consistente con el estereotipo.
El racismo institucional se diferencia de la intolerancia racial por la existencia de políticas, prácticas y estructuras económicas y políticas sistémicas institucionales que colocan a los grupos raciales y étnicos minoritarios en desventaja en relación con la mayoría racial o étnica de una institución. Un ejemplo de esta diferencia son los presupuestos de las escuelas públicas en los EE. UU. (incluyendo impuestos y bonos locales) y calidad de maestros, que a menudo están correlacionados con el valor de la propiedad: los vecindarios ricos tienen más probabilidades de ser más 'blancos' y tener mejores maestros y más dinero destinado a la educación, incluso en las escuelas públicas. Los contratos de vivienda restrictivos y políticas de préstamos bancarios también se han incluido como formas de racismo institucional. Otros ejemplos que a veces se describen como racismo institucional son el uso de perfiles raciales por parte de los guardias de seguridad y la policía, uso de caricaturas raciales estereotipadas, la representación insuficiente y falsa de ciertos grupos raciales en los medios de comunicación y las barreras determinadas por la raza para obtener empleo, mejores salarios y reconocimiento laboral. Además, el acceso a los bienes, servicios y oportunidades de la sociedad de forma distinta puede incluirse dentro del término racismo institucional, como calles y carreteras sin pavimentar, desventaja socioeconómica heredada y pruebas "estandarizadas" (cada grupo étnico se preparó para ello de manera diferente; muchos están mal preparados).
Algunos  sociológicos diferencian el racismo institucional y "racismo estructural" (a veces llamado racialización estructurada). El primero se centra en las normas y prácticas dentro de una institución, el segundo en las interacciones entre instituciones, interacciones que producen resultados racializados en detrimento de personas no blancas. Una característica importante del racismo estructural es que no puede reducirse al prejuicio individual ni a la función única de una institución.
Aguilar-Idáñez y Buraschi (2021) identifican al menos cinco ámbitos del racismo institucional:
- "Los discursos públicos de representantes institucionales que legitiman el rechazo a las personas migrantes y/o racializadas.
- El conjunto de leyes, normas, medidas, regulaciones y procedimientos burocráticos que producen desigualdad y limitan los derechos sociales, políticos, económicos y culturales de las personas migrantes.
- Las políticas públicas que tienen efectos discriminatorios, directos o indirectos, en diferentes ámbitos. Se incluyen aquí tanto las políticas migratorias de Estado como las políticas sociales de educación, salud, empleo, servicios sociales, vivienda, etc.
- Acciones (e inacciones), con efectos discriminatorios, ejercidas por personas que representan y trabajan en las instituciones. Se incluyen aquí: las conductas discriminatorias de los funcionarios y empleados públicos que representan la Ley y el Estado (policía, funcionarios de extranjería, militares, etc.); del personal de entidades civiles (ONG, fundaciones, etc.) que prestan servicios públicos (centros de menores, centros de acogida para personas migrantes, etc.); y las del personal que toma decisiones o gestiona entidades de interés público.
- Programas de integración social que, explícita o implícitamente, reproducen modelos paternalistas, asimilacionistas o etnocéntricos. Ya sea por su diseño o enfoque; o por la forma de implementarse a través de las prácticas de sus profesionales (que trabajan en salud, educación, servicios sociales, empleo, etc.)".[1]

## Argelia
El pensador político francés Alexis de Tocqueville (1805-1859) apoyó la colonización en general, particularmente la colonización de Argelia. En varios discursos sobre asuntos exteriores de Francia y en dos informes oficiales presentados a la Asamblea Nacional en marzo de 1847 en nombre de una comisión ad hoc, también comentó y analizó repetidamente el tema en su voluminosa correspondencia. En resumen, Tocqueville desarrolló una base teórica para la expansión francesa en el norte de África. Incluso estudió el Corán, concluyendo tajantemente que la religión de Mahoma era "la principal causa de la decadencia... del mundo musulmán". Sus opiniones también son instructivas sobre los primeros años de la conquista francesa y cómo se estableció y organizó el estado colonial. Tocqueville surgió como uno de los primeros defensores de la "dominación total" en Argelia y la posterior "devastación del país".
El 31 de enero de 1830, la captura de Argel por parte de Carlos X hizo que el estado francés comenzara lo que se convirtió en un racismo institucional dirigido a los kabyles, o bereberes, de ascendencia árabe en el norte de África. El Dey de Argel había insultado a la monarquía al abofetear al embajador francés con un batidor de moscas, y los franceses utilizaron ese pretexto para invadir y acabar con la piratería en los alrededores. El objetivo no oficial era restaurar el prestigio de la corona francesa y afianzarse en el norte de África, evitando así que los británicos obtuvieran ventaja sobre Francia en el Mediterráneo. La Monarquía de Julio, que llegó al poder en 1830, heredó esa carga. Los siguientes diez años vieron a la población nativa sometida al poder del ejército francés. En 1840, elementos más conservadores obtuvieron el control del gobierno y enviaron al general Thomas Bugeaud, el gobernador recién nombrado de la colonia, a Argelia, lo que marcó el verdadero comienzo de la conquista del país. Los métodos empleados fueron atroces. El ejército deportó a los aldeanos en masa, masacró a hombres y violó a las mujeres, tomó como rehenes a los niños, robó ganado y cosechas y destruyó huertos. Tocqueville escribió: "Creo que las leyes de la guerra nos dan derecho a devastar el país y que debemos hacerlo, ya sea destruyendo las cosechas en el momento de la cosecha, o todo el tiempo haciendo incursiones rápidas, conocidas como redadas, cuyo objetivo es llevarse hombres y rebaños ".
Tocqueville agregó: "En Francia, a menudo he escuchado a personas a las que respeto, pero que no apruebo, deploran [el ejército] quemar cosechas, vaciar graneros y secuestrar a hombres, mujeres y niños desarmados". Como yo lo veo, estas son necesidades desafortunadas que cualquier pueblo que desee hacer la guerra a los árabes debe aceptar ". También defendió que "todas las libertades políticas deben suspenderse en Argelia". El mariscal Bugeaud, primer gobernador general y cabeza del gobierno civil, fue recompensado por el Rey por la conquista y por haber instituido el uso sistémico de la tortura siguiendo una política de "tierra quemada" contra la población árabe.

### Apropiación de tierras
Una vez que se logró la conquista de Argel, el soldado-político Bertrand Clauzel y otros formaron una empresa para adquirir tierras agrícolas y, a pesar del desánimo oficial, en subsidiar su asentamiento por parte de los agricultores europeos, desencadenó una avalancha de apropiaciones de tierras. Se convirtió en gobernador general en 1835 y utilizó su cargo para realizar inversiones privadas en tierras alentando a los burócratas y oficiales del ejército de su administración a hacer lo mismo. El desarrollo creó un interés personal en los funcionarios del gobierno para una mayor participación francesa en Argelia. Los comerciantes con influencia en el gobierno también vieron ganancias en la especulación de la tierra, lo que resultó en la expansión de la ocupación francesa. Se excavaron grandes extensiones agrícolas, fábricas y negocios comenzaron a explotar la mano de obra local barata beneficiándose de las leyes y edictos que dieron el control a los franceses. La política de ocupación limitada fue abandonada formalmente en 1840 y reemplazada por una de control total. Para 1843, Tocqueville tenía la intención de proteger y extender la expropiación por estado de derecho abogando por la creación de tribunales especiales, que se basaban en lo que llamó un procedimiento "sumario", para llevar a cabo una expropiación masiva en beneficio de los colonos franceses y otros europeos., quienes así pudieron comprar tierras a precios atractivos y vivir en aldeas, que el gobierno colonial había equipado con fortificaciones, iglesias, escuelas e incluso fuentes. Su creencia, que enmarcó sus escritos e influyó en las acciones estatales, era que la población local, que había sido expulsada por el ejército y despojada de sus tierras, gradualmente desaparecería.
El estado colonial francés, tal como él lo concibió y tomó forma en Argelia, era una organización de dos niveles, muy diferente al régimen de Francia continental. Introdujo dos sistemas políticos y legales diferentes que se basaban en distinciones raciales, culturales y religiosas. Según Tocqueville, el sistema que debería aplicarse a los Pieds-noirs les permitiría tener propiedades y viajar libremente, pero los privaría de cualquier forma de libertad política, que debería suspenderse en Argelia. "Por lo tanto, debería haber dos legislaciones bastante distintas en África, ya que hay dos comunidades muy separadas. No hay absolutamente nada que nos impida tratar a los europeos como si estuvieran solos, ya que las reglas que se establezcan para ellos solo se aplicarán a ellos".
Tras las derrotas de la resistencia en la década de 1840, la colonización continuó a buen ritmo. En 1848, Argelia poseía una población de 109.400 europeos, de los cuales solo 42.274 eran franceses. El líder de la delegación de Colons, Auguste Warnier (1810–1875), logró en la década de 1870 modificar o introducir una legislación para facilitar la transferencia privada de tierras a los colonos y continuar la apropiación de tierras por parte de Argelia de la población local y su distribución a los colonos. Los europeos poseían alrededor del 30% de la tierra cultivable total, incluida la mayor parte de las tierras más fértiles y la mayoría de las áreas bajo riego. En 1881, el Code de l'Indigénat oficializó la discriminación al crear penas específicas para los nativos y al organizar la toma o apropiación de sus tierras. En 1900, los europeos producían más de dos tercios del valor de la producción agrícola y prácticamente la totalidad de las exportaciones agrícolas. El gobierno colonial impuso más impuestos a los musulmanes que a los europeos. Los musulmanes, además de pagar impuestos tradicionales que datan de antes de la conquista francesa, también pagaban nuevos impuestos de los que normalmente estaban exentos los colones. En 1909, por ejemplo, los musulmanes, que constituían casi el 90% de la población pero producían el 20% de los ingresos de Argelia, pagaban el 70% de los impuestos directos y el 45% del total de impuestos recaudados. Además, los colonos controlaban cómo se gastarían los ingresos y, por lo tanto, sus ciudades tenían hermosos edificios municipales, calles pavimentadas bordeadas de árboles, fuentes y estatuas, pero las aldeas y las zonas rurales argelinas se beneficiaban poco, si es que lo hacían, de los ingresos fiscales.

### Educación
El régimen colonial resultó ser muy perjudicial para la educación general de los musulmanes, anteriormente habían dependido de las escuelas religiosas para aprender a leer, escribir y religión. El estado se apropió de las tierras de los habus, las fundaciones religiosas que constituían la principal fuente de ingresos para las instituciones religiosas, incluidas las escuelas, en 1843, pero los funcionarios coloniales se negaron a asignar suficiente dinero para mantener escuelas y mezquitas adecuadamente y para proporcionar suficientes maestros y líderes religiosos. para la creciente población. En 1892, se gastó más de cinco veces más en la educación de los europeos que de los musulmanes, que tenían cinco veces más niños en edad escolar. Debido a que se capacitó a pocos maestros musulmanes, las escuelas musulmanas estaban compuestas principalmente por maestros franceses. Incluso una madrasa operada por el estado a menudo tenía profesores franceses. Los intentos de instituir escuelas bilingües y biculturales, destinados a reunir a niños musulmanes y europeos en el aula, fueron un evidente fracaso, que fueron rechazados por ambas comunidades y eliminados gradualmente después de 1870. Según una estimación, menos del 5% de los niños argelinos asistían a algún tipo de escuela en 1870. Todavía en 1954, sólo un niño musulmán de cada cinco y una niña de cada dieciséis recibieron educación formal. En 1890 se iniciaron los esfuerzos para educar a un pequeño número de musulmanes junto con estudiantes europeos en el sistema escolar francés como parte de la "misión civilizadora" de Francia en Argelia. El plan de estudios era completamente francés y no permitía lugar para los estudios de árabe, que se degradaron deliberadamente incluso en las escuelas musulmanas. En una generación, se había creado una clase de musulmanes bien educados y galicizados, los évolués (literalmente "evolucionados").

### Emancipación
Después de su conquista de Argelia controlada por los otomanos en 1830, Francia mantuvo durante más de un siglo su dominio colonial en el territorio que ha sido descrito como "cuasi-apartheid". La ley colonial de 1865 permitió a los argelinos árabes y bereberes solicitar la ciudadanía francesa solo si abandonaban su identidad musulmana ; Azzedine Haddour sostiene que estableció "las estructuras formales de un apartheid político". Camille Bonora-Waisman escribe: "En contraste con los protectorados de Marruecos y Túnez", la "sociedad colonial del apartheid " era exclusiva de Argelia.
Bajo la Cuarta República Francesa, a los musulmanes argelinos se les reconocieron sus derechos de ciudadanía, pero el sistema de discriminación se mantuvo de manera más informal. Frederick Cooper describe que los argelinos musulmanes "todavía estaban marginados en su propio territorio, en particular los roles de votantes separados del estado civil 'francés' y del estado civil 'musulmán', para mantener sus manos en el poder". El "sistema interno del apartheid" encontró una resistencia considerable por parte de los musulmanes argelinos afectados, y se cita como una de las causas de la insurrección de 1954.
Claramente, no hubo nada excepcional en los crímenes cometidos por el ejército y el estado franceses en Argelia entre 1955 y 1962. Al contrario, eran parte de la historia que se repitió.

### Racismo estatal
Siguiendo las opiniones de Michel Foucault, el historiador francés Olivier Le Cour Grandmaison describió un "racismo de Estado" bajo la Tercera República Francesa, siendo un ejemplo notable el Código Indígena de 1881 aplicado en Argelia. Respondiendo a la pregunta "¿No es excesivo hablar de racismo de Estado bajo la Tercera República?", Respondió:
"No, si podemos reconocer el 'racismo de Estado' como el voto y la implementación de medidas discriminatorias, basadas en una combinación de criterios raciales, religiosos y culturales, en esos territorios. ¡El Código Indígena de 1881 es un monumento de este género! Considerado por prestigiosos juristas contemporáneos como una 'monstruosidad jurídica', este código preveía delitos y penas especiales para los 'árabes'. Luego se extendió a otros territorios del imperio. Por un lado, un estado de derecho para una minoría de franceses y europeos ubicados en las colonias. Por otro lado, un estado de excepción permanente para los pueblos "indígenas". Esta situación duró hasta 1945 ".
Durante un esfuerzo de reforma en 1947, los franceses crearon una legislatura bicameral con una cámara para los ciudadanos franceses y otra para los musulmanes, pero hizo que un voto europeo valiera siete veces el voto de un musulmán. Incluso los acontecimientos de 1961 muestran que Francia no había cambiado su trato a los argelinos a lo largo de los años, ya que la policía asumió el racismo institucional que el Estado francés había hecho ley en su trato a los árabes que, como franceses, se habían trasladado a Francia continental.

## Estados Unidos

### Vivienda y préstamos

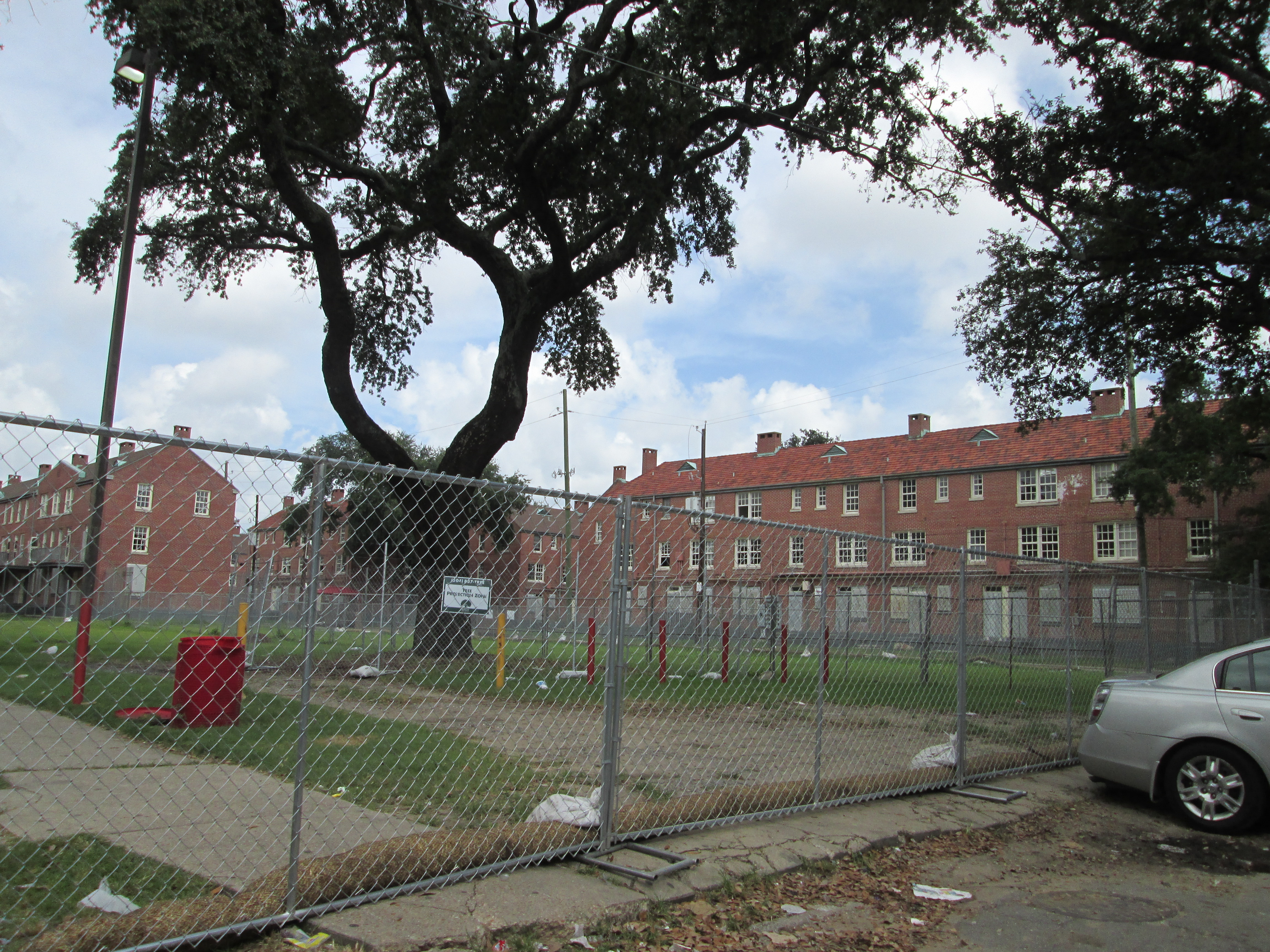
Proyectos de vivienda de Iberville en Nueva Orleans, Luisiana

El racismo institucional en el sector vivienda se observa desde la década de 1930 con la Home Owners' Loan Corporation. Los bancos determinan el riesgo de  incumplimiento de préstamos y línea roja de los barrios que se encuentran en alto riesgo de impago. Estos barrios tendían a ser barrios afroamericanos, por el contrario, los blancos podían recibir préstamos para vivienda. Durante varias décadas, cuando los blancos dejaron la ciudad para mudarse a casas más bonitas en los suburbios, los barrios predominantemente afroamericanos se degradaron. Las tiendas minoristas también comenzaron a trasladarse a los suburbios para estar más cerca de los clientes blancos. Desde la década de 1930 hasta la de 1960 después de la gran depresión, la Administración Federal de Vivienda (FHA de sus siglas en inglés) de Franklin D. Roosevelt favoreció el crecimiento económico de los blancos al proporcionar garantías de préstamos a los bancos, que a su vez, financiaron propiedades y viviendas de blancos ocasionando la fuga blanca, al no conceder préstamos a personas de color. Como las minorías negras no pudieron obtener financiamiento y ayudas por parte de los bancos, los blancos salieron adelante con grandes ganancias de capital. Además, muchos estudiantes universitarios blancos fueron, a su vez, financiados recibiendo donaciones del gobierno anterior, dejando por fuera a familias negras y otras minorías. El racismo institucional del modelo de 1943 de la FHA se ha atenuado después de la reciente recesión por los cambios en la década de 1970 y más recientemente por los esfuerzos del presidente Obama de estabilizar las pérdidas de vivienda de 2008 con su reforma de Fair Housing Finance ( GSE ).
Estos cambios, provocados por programas y proyectos financiados por el gobierno, han llevado a un cambio significativo en los mercados del centro de la ciudad. Los barrios negros se han quedado con menos tiendas de alimentos, pero más licorerías. Vecindarios de bajos ingresos se quedan con tiendas de comestibles minoristas que tienden a tener precios más altos. Los consumidores pobres tienen la opción de viajar a barrios de ingresos medios o gastar más por menos.
La segregación racial y las disparidades de riqueza entre los estadounidenses de origen europeo y africano incluyen el legado de políticas históricas. En la Ley de Seguridad Social de 1935, trabajadores agrícolas, sirvientes, la mayoría de los cuales eran negros, fueron excluidos porque funcionarios blancos clave en el proceso, no aprobaron la ayuda gubernamental necesaria para cambiar el sistema agrario. En la Ley Wagner de 1935, "A los negros se les prohibió por ley desafiar las barreras de entrada a los sindicatos recientemente protegidos y asegurar el derecho a la negociación colectiva". En la Ley Nacional de Vivienda de 1939, el sistema de tasación de la propiedad vinculó el valor de la propiedad y la elegibilidad para préstamos del gobierno a la raza. El Manual de suscripción de 1936 utilizado por la Administración Federal de Vivienda para orientar las hipotecas residenciales dio un peso del 20% a la protección de un vecindario, por ejemplo, ordenanzas de zonificación, restricciones deed, arterias viales de alta velocidad, de influencias adversas, como la infiltración de grupos raciales inarmoniosos. Por lo tanto, los vecindarios de mayoría blanca recibieron las calificaciones de valor de propiedad más altas del gobierno, y los blancos fueron elegibles para préstamos y ayuda del gobierno. Richard Rothstein, en su libro "El color de la ley", cuenta una historia de segregación residencial en Estados Unidos. Señaló que las instituciones gubernamentales en todas las ramas y en todos los niveles fueron cómplices de excluir a los afroamericanos de la propiedad de la vivienda. "Hemos creado un sistema de castas en este país, con los afroamericanos siendo explotados y geográficamente separados por políticas gubernamentales racialmente explícitas", escribió. Al cubrir temas como los pactos raciales, donde los préstamos a los desarrolladores estaban supeditados a contratos que detallaban la exclusión específica de los negros, mostró que era una política detallada en el manual de suscripción de la Administración Federal de Vivienda, que negaba cualquier préstamo bancario a un emprendedor si  habían incurrido en vender propiedades a afroamericanos en comunidades blancas. A los propietarios de viviendas en una de esas subdivisiones, Levittown, LI, se les prohibió alquilar o vender a personas "que no fueran miembros de la raza caucásica". Entre 1934 y 1962, menos del 2 por ciento de las viviendas subsidiadas por el gobierno fueron para personas que no eran blancas.
En 1968, la Ley de Vivienda Justa (FHA) se convirtió en ley para eliminar los efectos de la segregación racial sancionada por el estado. Pero no logró cambiar el statu quo, ya que Estados Unidos permaneció segregado prácticamente igual que en la década de 1960. Una práctica de préstamos discriminatoria más reciente fue la concesión de préstamos de alto riesgo en la década de 1990. Los prestamistas se enfocaron en préstamos de alto riesgo de alto interés para vecindarios de bajos ingresos y minorías que podrían ser elegibles para préstamos de alto interés con interés justos. La titulización, los agentes hipotecarios y otros prestamistas desempeñaron un papel en la promoción del mercado de préstamos.
Numerosos estudios de auditoría realizados en la década de 1980 en los Estados Unidos encontraron evidencia consistente de discriminación contra afroamericanos e hispanos en los mercados de vivienda metropolitanos.
La práctica prohibida durante mucho tiempo de redline (en la que los bancos bloquean los préstamos a las comunidades minoritarias) resurgió recientemente como una preocupación para los reguladores bancarios federales en Nueva York y Connecticut. Un acuerdo con el Departamento de Justicia y la Oficina de Protección Financiera del Consumidor fue el más grande en la historia de ambas agencias, superando los $ 33 millones en restitución por la práctica del banco de ahorros más grande de Nueva Jersey. El banco había sido acusado de mantenerse alejado de los vecindarios minoritarios y favorecer a los blancos al otorgar préstamos e hipotecas, y se encontró que de las aproximadamente 1900 hipotecas hechas en 2014, solo 25 fueron para solicitantes negros. Los ejecutivos de los bancos negaron el sesgo, y el acuerdo llegó con ajustes en las prácticas comerciales de los bancos. Esto siguió a otros esfuerzos exitosos de los funcionarios federales, estatales y municipales en 2014 para expandir los programas de préstamos dirigidos a las minorías y, en algunos casos, obligando a los bancos a pagar multas por prácticas de redlining en Providence, RI; St. Louis, Missouri; Milwaukee, WI.; Buffalo y Rochester, NY. El Departamento de Justicia también tiene en curso investigaciones más activas sobre las redlines, y los funcionarios han declarado a los periodistas que "las redlines no son cosa del pasado". Ha evolucionado hacia una versión más políticamente correcta, donde los banqueros no hablan abiertamente de negar préstamos a los negros. Los funcionarios del Departamento de Justicia señalaron que algunos bancos han institucionalizado discretamente el sesgo en sus operaciones. Han trasladado sus operaciones fuera de las comunidades minoritarias por completo, mientras que otros se han movido para llenar el vacío y competir por los clientes. Estas decisiones de gestión no son una intención declarada, se deja de forma tácita para que incluso los otros clientes del banco no sepan que está ocurriendo. El efecto en las comunidades minoritarias puede ser profundo, ya que la propiedad de una vivienda, una fuente principal de estabilidad del vecindario y movilidad económica, puede afectar su vulnerabilidad a la ruina y deterioro. En las décadas de 1960 y 1970 se aprobaron leyes que prohibían esta práctica; con resultados mucho menos evidentes, y aunque la gran mayoría de los bancos operan legalmente, la práctica parece estar más extendida, ya que la investigación reveló una gran disparidad en los préstamos aprobados para personas negras frente a blancos en situaciones similares.
Estudios en ciudades importantes como Los Ángeles y Baltimore muestran que las comunidades de color tienen niveles más bajos de acceso a parques y espacios verdes. Los parques se consideran espacios amigables con  beneficios sociales, económicos y de salud. Los espacios públicos permiten interacciones sociales, aumentan la probabilidad de ejercicio diario en la comunidad y mejoran la salud mental. También pueden reducir el efecto de isla de calor urbano, proporcionan un hábitat para la vida silvestre, controlan las inundaciones y reducen ciertos contaminantes del aire. Los grupos minoritarios tienen menos acceso a los procesos de toma de decisiones que determinan la distribución de los parques. Un estudio reciente publicado por la Universidad de Suffolk encontró que los inquilinos negros enfrentan discriminación cuando alquilan en comparación con los inquilinos blancos en situaciones similares.

### En salud y medio ambiente
El racismo institucional afecta el acceso a la atención médica dentro de las comunidades minoritarias no blancas al crear disparidades de salud entre los grupos raciales. Por ejemplo, de 1865 a 1906, el sistema de pensiones de invalidez del ejército de la unión negó injustamente a muchos veteranos negros la pensión de invalidez. El racismo también puede observarse por las tasas desproporcionadas de enfermedades, como el SIDA, entre las minorías étnicas. En un artículo de 1992, Janis Hutchinson sostiene que el gobierno federal ha respondido lentamente a la epidemia del SIDA en las comunidades minoritarias y que sus intentos han sido insensibles a la diversidad étnica en la medicina preventiva, asistencia sanitaria comunitaria y  servicios de tratamiento contra el SIDA. Además, el encarcelamiento masivo de hombres negros junto con los vectores de transmisión en correlación con el mayor número de mujeres minoritarias infectadas con el virus de la inmunodeficiencia humana (VIH) después de 2000 ha sido objeto de estudio y diferentes hallazgos han demostrado que un análisis previo del aumento de casos que atribuyó incorrectamente los hábitos sexuales homosexuales, en lugar de los efectos causales encontrados en los estudios actuales. Diferentes estudios de salud pública encontraron que hombres encarcelados cuando regresan a sus comunidades aumentan el riesgo de infección al transmitir el virus a sus parejas heterosexuales, habiéndolo adquirido en prisión debido a tasas superiores a la media de agresión sexual y violación, sumado al poco acceso a condones, drogas inyectables y falta de agujas limpias; y acceso inadecuado a atención médica y tratamiento después de haber sido liberado debido a la pobreza y el desempleo. Los estudios también encontraron que las altas tasas de encarcelamiento redujeron el número de hombres disponibles en las comunidades negras quebrando las relaciones sociales, resultando en una disparidad lo que llevó a cada hombre a tener un aumento en el número de parejas sexuales simultáneas.
El racismo institucional puede afectar la salud de las minorías a través de políticas de salud erróneas, así como a través de otros factores indirectamente. Por ejemplo, la segregación racial expuso de forma deliberada y desproporcionada a comunidades negras a sustancias químicas como pintura con plomo, irritantes respiratorios como gases de diesel, hacinamiento, basura y ruido. Los grupos minoritarios raciales que tienen una situación de desventaja en la educación y el empleo tienen más probabilidades de no tener seguro, lo que les impide significativamente acceder a los servicios de salud preventivos, de diagnóstico o terapéuticos.
Las minorías raciales en los EE. UU. son expuestas a mayores riesgos para la salud y el medio ambiente que la población en general. En 1982, se propuso un vertedero de bifenilos policlorados en una comunidad afroamericana en el condado de Warren, Carolina del Norte. Los PCB son sustancias químicas tóxicas que pueden filtrarse al agua subterránea y contaminar el suministro de agua potable. La comunidad se resistió y dijo que se trataba de un acto de racismo ambiental. Este incidente se considera el comienzo del movimiento de justicia ambiental: un movimiento para abordar el hecho de la injusticia que enfrentan las comunidades de color. Las investigaciones muestran que existe discriminación racial en la aplicación de las leyes y regulaciones ambientales. Es más probable que las personas de color y pobres vivan, trabajen y jueguen en los entornos más contaminados de Estados Unidos. Las comunidades de color tienden a estar desproporcionadamente expuestas al plomo, pesticidas y plantas petroquímicas. Desafortunadamente, la raza y la clase son un indicador confiable de cómo se ubican las plantas industriales y las instalaciones de desechos. El racismo ambiental institucional abarca estas decisiones de uso de la tierra que contribuyen a problemas de salud como el asma, obesidad y diabetes.
La crisis de opioides en los Estados Unidos es abrumadoramente blanca, y no afecta a las comunidades afroamericanas y latinas porque los médicos prescriben inconscientemente narcóticos con más cautela a sus pacientes no blancos. "Los estereotipos raciales están teniendo un efecto protector sobre las poblaciones que no son de raza blanca", según el Dr. Andrew Kolodny, codirector de la Cooperativa de Investigación de Políticas de Opioides en Brandeis.
La pandemia de COVID-19 ha afectado de manera desproporcionada a los afroamericanos, con más muertes por la enfermedad que otros grupos raciales. Al testificar ante el Congreso, el principal epidemiólogo del grupo de trabajo estadounidense sobre el coronavirus, el Dr. Anthony Fauci, testificó que una combinación de factores afecta de manera desproporcionada el número de minorías infectadas. Al responder a si el racismo institucional ha jugado un papel en los datos recopilados por los CDC, señaló que el riesgo de infección junto con las condiciones subyacentes en ciertos datos demográficos es un factor, pero afirmó su opinión que este era el caso. Un estudio de la Universidad de la Reina de Belfast encontró que no hay evidencia suficiente para atribuir la mayor susceptibilidad de los individuos negros, del Medio Oriente y asiáticos al virus.
Las mujeres negras tienen 2½ veces más probabilidades de morir durante el parto que las mujeres blancas. La tasa de mortalidad infantil para los estadounidenses de raza negra es de 11 por cada 1000 nacimientos, siendo más alta que el promedio de 5.7 en los EE. UU. Existe una brecha racial persistente entre los estadounidenses negros y blancos en la esperanza de vida; en promedio, esta brecha en la esperanza de vida es de alrededor de 4 años. Sin embargo, esto varía mucho según el estado y la ciudad, por ejemplo, en Wisconsin, la esperanza de vida entre negros y blancos es de aproximadamente 6 años para las mujeres y 7 años para los hombres, y en Washington DC esta brecha es de aproximadamente 12 años para las mujeres, y más de 17 años entre los hombres.

### Condena penal
Aunque aproximadamente dos tercios de los consumidores de crack son blancos o hispanos (el año anterior se informó que el consumo en 2013 fue de 0.8%, 0.3% y 0.1% para negros, blancos e hispanos, respectivamente), un gran porcentaje de Las personas condenadas por posesión de crack en los tribunales federales en 1994 eran negros. En 1994, el 86,3% de los acusados condenados por posesión de crack eran negros, mientras que el 10,3% eran blancos y el 5,2% eran hispanos. La posesión de cocaína en polvo fue más mixta, con un 52% de los delincuentes fueron blancos, un 29,7% negros y un 17% hispanos. Dentro del sistema judicial federal, una persona condenada por posesión con intención de distribuir cocaína en polvo tiene una sentencia de cinco años por cantidades de 500 gramos o más, mientras que una persona condenada por posesión con intención de distribuir cocaína crack enfrenta una sentencia de cinco años por cantidades de cinco gramos o más. Con la combinación de leyes de posesión de drogas severas y desequilibradas junto con las tasas de condenas en términos de raza, el sistema judicial ha creado una disparidad racial. En 2015, el presidente en funciones, Barack Obama, visitó una prisión federal para discutir cómo las sentencias dispares afectaron a los presos y destacar cómo en los EE. UU. Las sentencias excesivas fueron un resultado perjudicial y la necesidad de cambiar el enfoque. En el Senado, los principales senadores republicanos y demócratas, en un raro esfuerzo bipartidista, negociaron durante meses para producir arreglos concretos para estas leyes. La ley se modificó en 2010 para reducir la disparidad; sólo afectó a casos nuevos. La necesidad, según el Senado, era una solución retroactiva para reducir los miles de personas que cumplen largas condenas después de cuatro décadas de políticas de sentencia extremas. Los estudios han demostrado que es posible reducir tanto la población carcelaria como la delincuencia al mismo tiempo. La Comisión de Sentencias de Estados Unidos anunció una reducción retroactiva de las sentencias por posesión de drogas luego de una revisión de un año, que resultará en una liberación masiva de 6,000 prisioneros, todos los cuales ya habían cumplido un tiempo sustancial en prisión. Esta acción se realizó en un esfuerzo por reducir el hacinamiento y brindar consuelo a los delincuentes acusados injustamente que fueron enviados a la cárcel durante las últimas dos décadas. Algunos de los que serán liberados serán deportados y todos estarán sujetos a una revisión judicial adicional.
Las prácticas de cacheos y cuotas de detenciones dirigidas contra las poblaciones minoritarias en las grandes ciudades, como las realizadas por el NYPD, han perdido cobertura mediática debido a demandas que han cambiado la práctica. En Floyd vs City of New York, un fallo que creó una oficina independiente de Inspector General para supervisar al NYPD, el juez federal calificó las grabaciones de un denunciante del uso de cuotas (metas de números de personas a ser encarceladas) por parte de los superiores como la "prueba irrefutable" de que la policía estaba perfilando racialmente y violando los derechos civiles de las minorías. El oficial de policía en el centro del caso llegó a un acuerdo con la ciudad por $ 1.1 millones y en un caso separado ganó un acuerdo adicional contra el hospital donde fue confinado involuntariamente después de que los policías tomaron represalias y lo colocaron ilegalmente en un pabellón psiquiátrico por informar estadísticas falsas de su recinto. Después de asumir el cargo, el actual alcalde de la ciudad de Nueva York se negó a continuar litigando las prácticas de detención y registro y la cantidad de minorías detenidas bajo esta práctica se redujo drásticamente. El uso de cuotas para rellenar las cifras de arrestos también ha disminuido después de que las demandas expusieran la práctica que llevan a cabo los agentes de control de drogas.
Un estudio de la Universidad de Stanford que analizó 93 millones de paradas por policías de tráfico en carreteras en los Estados Unidos reveló que los afroamericanos tienen un veinte por ciento más de probabilidades de ser detenidos a pesar de tener menos probabilidades de estar en posesión de contrabando en comparación con los blancos. En el estado de California, el 38% de las personas detenidas por agentes de policía en Los Ángeles eran personas negras, a pesar de representar solo el 9% de la población. En Washington DC, los negros constituyen el 46% de la población, pero representaron el 72% de las personas detenidas a pesar de que las tasas de contrabando entre los negros no son estadísticamente significativas. En Boston, los negros representaron el 64% de los detenidos a pesar de representar solo el 24% de la población, incluso después de controlar la presunta participación en pandillas y los registros de arrestos anteriores.. En Illinois, los conductores de minorías son detenidos 1,5 veces más que los conductores blancos y los conductores latinos tienen casi 2 veces más probabilidades de ser sometidos a registros de rastreo con perros que los blancos, pero son encontrados con contrabando 1,6 veces menos.
Un estudio de la Universidad de Harvard encontró que en el sistema de justicia penal de Massachusetts, las minorías enfrentan un mayor riesgo de estar representadas, de forma excesiva, en todas las partes del sistema de justicia penal con respecto a su proporción de la población en ese estado. La probabilidad de que sean arrestados y condenados por cargos de drogas o armas es ocho veces mayor que la de los blancos. Se encontró que los negros recibieron sentencias promedio de 238 días más por los mismos delitos y los latinos 178 días más. El estudio concluyó que con respecto a 'detener y registrar', "la disparidad en las búsquedas era más consistente con el prejuicio racial que con las diferencias en la conducta delictiva". El 24 por ciento de la población de la ciudad de Boston que era negra constituía el 83 por ciento de los interrogados o detenidos por la policía.
El Southern Poverty Law Center ha descubierto que desde 2008, después de la elección de Barack Obama, los grupos de odio racista han aumentado por encima del 400%. El racismo a nivel institucional es difícil de erradicar y todavía prevalece en muchas instituciones estadounidenses, incluyendo las fuerzas del orden y el sistema de justicia penal. Con frecuencia, estas instituciones utilizan perfiles raciales junto con una mayor brutalidad policial. Otra gran disparidad entre la raza y la pena capital en los Estados Unidos es que los casos de asesinato de blancos tenían más probabilidades de resultar en una sentencia de muerte que aquellos con víctimas negras.
Un informe reciente del ex-secretario de Seguridad Nacional Jeh Johnson encontró que el racismo tanto abierto como institucional es un problema generalizado en el sistema judicial del Estado de Nueva York. Citando un 'sistema de justicia de segunda clase para las personas de color en NYS', el informe de Johnson estableció recomendaciones para combatir los prejuicios y el racismo sistemático en las interacciones entre el sistema judicial y las personas de color, particularmente en la ciudad de Nueva York. El juez administrativo principal Lawrence K. Marks consideró preocupantes los hallazgos de los informes y dijo que el estado intentaría implementar todas las soluciones del informe. El informe también destacó el racismo intolerante entre los funcionarios judiciales. El equipo entrevistó a más de 300 miembros del personal judicial, incluidos abogados que denunciaron casos de discriminación por parte de funcionarios judiciales y jueces. Los jueces que fueron entrevistados dijeron que la falta de recursos en los tribunales más concurridos tuvo un impacto desigual en los clientes de minorías que componen la mayor parte de los casos, y la diversidad judicial no logró mitigar el efecto, ya que pocos candidatos negros podían aprobar el examen en el norte del estado donde las conexiones importaban en su nombramiento como jueces. Un juez dijo que la renuencia de proporcionar fondos a los tribunales de la ciudad de Nueva York era "la definición misma de sesgo institucional".

#### Ley contra el abuso de drogas de 1986
La disparidad entre las sentencias impuestas a negros y a delincuentes blancos ha sido más destacada por  delitos de crack y cocaína en polvo. La forma en que las condenas por drogas afectaron de manera desigual a las minorías provino directamente del Congreso. Entre 1986 y 1997, el número de presos federales por drogas se quintuplicó, siendo un 74% de esas minorías condenadas por delitos de drogas de bajo nivel y sentenciadas bajo leyes mínimas obligatorias y no contento con ello, agregaron enmiendas de delitos por irrespeto a la autoridad.
Miembros del Congreso y legisladores estatales creían que estas duras e inflexibles sentencias atraparían a los que están en la cima del tráfico de drogas y disuadirían a otros de ingresar. En cambio, esta fuerte respuesta al problema de las drogas trajo como consecuencia, más delincuentes de bajo nivel, lo que resultó en poblaciones carcelarias con exceso de capacidad y mayores cargas para los contribuyentes. Las leyes de imposición de penas obligatorias afectaron de manera desproporcionada a las minorías y, debido a su gravedad, las familias fueron destruidas. Como resultado, muchos estados están realizando esfuerzos para revertir estas leyes junto a esfuerzos en el Congreso para terminar con la práctica de  mínimos obligatorios.

#### Corte juvenil
Una investigación federal iniciada antes del tiroteo de Michael Brown en 2014 en Ferguson, Missouri, encontró fallas en el trato dado a los jóvenes en el sistema de justicia juvenil en el condado de St. Louis, Missouri. El Departamento de Justicia, luego de una investigación de 20 meses basada en 33.000 casos durante tres años, informó que los jóvenes negros eran tratados con más dureza que los blancos y que todos los jóvenes de bajos ingresos, independientemente de su raza, estaban privados de sus derechos constitucionales más elementales. Los jóvenes que se toparon con las fuerzas del orden tuvieron poca o ninguna oportunidad de impugnar la detención u obtener ayuda de abogados. Hubo solamente un defensor público asignado a menores en un condado de un millón, ayudando con la asistencia legal de 394 casos en 2014. La investigación no estuvo relacionada con el notorio caso que sacudió a St. Louis, que comenzó antes de que la policía disparara contra el joven negro desarmado. El hecho de no permitir el acceso a un abogado sacó a la luz la práctica de un proceso informal que podría dejar a los delincuentes salir con una advertencia o hacerlos ingresar en programas de rehabilitación en lugar de ser acusados en un tribunal. Pero para ser aceptado en el proceso informal, los infractores deben admitir su culpabilidad, lo que contraviene el derecho a no incriminarse a sí mismo en un proceso penal. La investigación posterior al tiroteo de Michael Brown encontró una enorme disparidad en la forma en que se manejaban los casos de menores, siendo los jóvenes negros un 67% más probables que los blancos de ser sometidos a procedimientos penales formales sin tener derecho al programa de rehabilitación. También determinó que eran más propensos a ser detenidos y posteriormente condenados y encarcelados una vez finalizado el caso. También tenían más probabilidades de ser detenidos por violar la libertad condicional de un caso anterior.
El condado no cooperó plenamente con el Departamento de Justicia y el Tribunal de Familia de St. Louis se negó a comentar, al igual que el sistema judicial estatal, del que forma parte. Un funcionario del Departamento de Justicia criticó "el papel del sesgo implícito cuando hay decisiones que tomar a discreción". También informaron que el tribunal rara vez considera la evidencia como causa probable y que a los menores se les niega ilegalmente la oportunidad de impugnar esa evidencia o una transferencia del caso fuera del sistema de justicia de menores a un tribunal de adultos. En la mayoría de los tribunales estatales, la oficina del defensor público decide quién es lo suficientemente pobre como para merecer representación; en el Tribunal de Familia de St. Louis, el juez o el comisionado del tribunal, a veces basándose en diferentes estándares, decide quién tiene acceso a un abogado. Lo más preocupante para el funcionario de justicia fue el uso continuo de funcionarios de la corte para recitar un lenguaje legal complicado sobre los presuntos crímenes, y luego guiar a los acusados a través de preguntas "formuladas '¿entiende' y sí / no?". Los jueces no hicieron ningún esfuerzo por averiguar si los alegatos fueron coaccionados, o si el niño tenía alguna intención delictiva o, especialmente, comprendieron completamente las consecuencias de declararse culpable de los cargos. Su competencia para participar en su propia defensa nunca se estableció y el asistente legal en los casos examinados nunca impugnó una determinación de causa probable, contrató a un testigo experto o impugnó pruebas infundidas por rumores o preguntas clave y la mayoría de los casos terminaron con el menor declarándose culpable. La División de Derechos Civiles (del Departamento de Justicia) inició cuatro investigaciones a partir de 2013 para intervenir en los sistemas de justicia juvenil en Miss., Tenn., Texas y Missouri y, mientras se llegaba a acuerdos, se tuvo que presentar una demanda para superar las disparidades en las condenas penales.
Junto con tolerancia cero en las escuelas, una "solución única para todos" criticada por la Asociación de Abogados de Estados Unidos, los jóvenes negros y latinos tienen más probabilidades de tener un encuentro negativo con las fuerzas del orden público y acumular infracciones, lo que conduce a multas y falta de pago., lo que a su vez conduce a órdenes judiciales y / o violaciones de la libertad condicional. Se ha demostrado que este ciclo se repite y coloca a los niños, en particular a las minorías de bajos ingresos, en el conducto de la escuela a la prisión.

#### Mala conducta judicial
En 2010, dos jueces de la corte suprema del estado de Washington, Richard B. Sanders y James M. Johnson, quedaron desconcertados en una reunión de la corte al determinar el destino de $ 25.000 en fondos para varias juntas y comisiones. Afirmaron que había demasiada representación afroamericana en la población carcelaria porque se sabe que los afroamericanos cometen una serie de delitos y no por su raza. Una abogada negra dice que se sorprendió al escuchar a dos jueces, Richard B. Sanders y Johnson, referirse a un ex abogado de asistencia legal en un informe como una proxeneta de la pobreza. Shirley Bondon, gerente de la Oficina Administrativa de los Tribunales (AOC) del estado que supervisó los programas judiciales que critican el sistema legal, dijo a los jueces que creía que había "prejuicios raciales en el sistema de justicia penal, desde abajo hacia arriba". La respuesta del juez Saunders fue crítica con las personas negras, afirmando que no creía que existieran dichas barreras, excepto la pobreza porque podría restringir la capacidad de pagar un abogado. James M. Johnson, quien fue conocido como el juez más conservador de la corte, estuvo de acuerdo y señaló que los afroamericanos cometen [crímenes] contra sus propias comunidades, a lo que Bondon se opuso, solicitando una reunión a puerta cerrada con la corte. En el interior, la jueza Debra Stephens dijo que escuchó a Sanders y Johnson hacer los comentarios, en donde Johnson usó las palabras "todos ustedes" o "ustedes" cuando afirmó que los afroamericanos cometen delitos en sus propias comunidades. Otros que asistieron a la reunión dicen que se sintieron ofendidos por los comentarios de los jueces y dijeron que los comentarios mostraban una falta de conocimiento y sensibilidad. Un juez de la corte de distrito del condado de Kitsap, James Riehl, estuvo de acuerdo, ya que era "muy consciente" de las barreras a la igualdad de trato en el sistema legal. En 2010, los afroamericanos representaban el 4 por ciento de la población del estado de Washington pero el 20 por ciento de la población carcelaria. A nivel nacional, los investigadores han atribuido disparidades similares a las prácticas de imposición de sentencias, representación legal inadecuada, políticas de control de drogas, y procedimientos de ejecución penal que afectan injustamente a los afroamericanos.
En 2020, una investigación reveló que los jueces de Oklahoma que violaron sus juramentos judiciales e incumpliendo la ley, no enfrentaron sanciones, ya que no se les había impuesto ninguna desde 2004. En todo Estados Unidos, miles más fueron sancionados de forma privada en las cámaras por los jueces de la Corte Suprema y sus casos se cerraron sin que el público nunca fuera notificado de lo que se les imputaba. Algunos de los casos alegaban declaraciones racistas, no notificar a los acusados en la cárcel de su derecho a un abogado y mentir a los funcionarios estatales que investigaban la mala conducta. El informe identificó 3600 casos de 2008 a 2018 en los que los jueces fueron disciplinados pero ocultaron sus identidades, junto con la naturaleza de las infracciones, del escrutinio público. Muchos de los magistrados que dimitieron bajo amenaza de sanción no enfrentaron ninguna sanción y siguieron ejerciendo la abogacía, ya que no admitieron haber cometido irregularidades y otros jueces impartieron justicia confidencial. El informe encontró que a 9 de cada 10 jueces sancionados por mala conducta se les permitió regresar a sus funciones, lo que reveló una supervisión laxa y un sistema disciplinario indulgente establecido para transgresiones importantes.

##### Deportación de Bisbee
En 1918, el Departamento de Justicia presentó cargos contra 21 oficiales y ejecutivos de Phelps Dodge Mining Company por el secuestro de 1200 trabajadores a través de las fronteras estatales de Bisbee, Arizona. Posteriormente, los hombres fueron puestos en libertad sobre la base de una moción previa al juicio de la defensa, alegando que el gobierno federal no tenía base para acusarlos, ya que no se infringió ninguna ley federal. Los funcionarios de Arizona nunca iniciaron un proceso penal en un tribunal estatal contra los responsables de la deportación de los trabajadores perdiendo sus salarios y otros bienes. El Departamento de Justicia apeló, pero en Estados Unidos v. Wheeler, 254 US 281 (1920), el presidente del Tribunal Supremo Edward Douglass White escribió por una mayoría de 8 a 1 que la Constitución de los Estados Unidos no facultaba al gobierno federal para hacer cumplir los derechos de los deportados. Más bien, "asumió necesariamente la posesión continua por parte de los estados del poder reservado para ocuparse de la libre residencia, entrada y salida". Sólo en un caso de "acción estatal discriminatoria", el gobierno federal tendría un papel que desempeñar. Con este razonamiento calculado, los funcionarios en la Corte Suprema se equivocaron al no tomar parte por el que en el léxico legal actual tenían todo el derecho a buscar justicia y reparación, no solo por los salarios robados, la represión sindical, el encarcelamiento basado en juicios falsos y otros delitos, sino por el derecho inherente a no ser sacado por la fuerza de su hogar por hombres con armas de fuego y enviado en vagones de ganado a través de las fronteras estatales, junto a muchos propietarios. El hecho de que 8 de los 9 jueces de la Corte Suprema coincidieran y se basaran en un discurso antirradical en ese momento (antisindical posterior a la Primera Guerra Mundial y IWW) lleva a la conclusión de que el gobierno dio cobertura a la empresa para retirar a los trabajadores, muchos de ellos mexicanos que abogaban por mejores salarios y condiciones laborales, a un lugar en el siguiente estado más cercano a la frontera con la advertencia de no regresar nunca. Pocos deportados regresaron y los que impugnaron las deportaciones perdieron sus casos para que sus hogares fueran regresados a un estado de necesidad, y que en 1966 Finalmente, en Estados Unidos v. Guest, 383 US 745 (1966), la Corte Suprema anuló la conclusión del presidente del Tribunal Supremo, White de que el gobierno federal podría proteger el derecho a viajar solo contra la infracción estatal.
Al final del conflicto, el Fiscal General A. Mitchell Palmer y otros abogaron por un tiempo de paz de la Ley de Sedición (Sedition Act), utilizando los eventos de Bisbee como justificación. Afirmaron que la única razón por la que los representantes de la empresa y las fuerzas del orden locales se habían tomado la ley en sus propias manos era porque el gobierno no tenía poder para reprimir directamente el sentimiento radical. Si el gobierno estuviera armado con la legislación adecuada con la posible amenaza de largas penas de prisión, los ciudadanos no sentirían la necesidad de actuar. Escribiendo en 1920, el profesor de Harvard Zechariah Chafee se burló de ese punto de vista: "Sin duda alguna se requirió alguna acción gubernamental para proteger a los pacifistas y radicales extremos de la violencia de las turbas, pero el encarcelamiento por un período de veinte años parece un tipo de protección muy extraño". El hecho de que esto fuera considerado acciones de vigilantes por parte de ciudadanos privados debidamente delegados por el alguacil local no le da peso al componente racista dirigido a los descendientes de mexicanos en Arizona, Nuevo México y Texas, quienes fueron forzados sistemáticamente a abandonar sus hogares en los Estados Unidos a partir de 1910.

#### Linchamientos
Las acciones de los vigilantes contra los mexicanos en el suroeste se habían documentado desde la década de 1850 hasta la de 1930 de hombres, mujeres y niños, muchos de ellos ciudadanos estadounidenses; que fueron quemados, fusilados, colgados, azotados o mutilados debido al terror racista. El mayor linchamiento en la historia del país ocurrió en 1891, cuando una turba linchó a 11 inmigrantes italianos, la mayoría de los cuales eran ciudadanos de los EE.UU. Muchos de los asesinatos tuvieron lugar frente a cientos que alentaron a las turbas para sacar a los hombres de las cárceles para lincharlos. La respuesta a casos únicos de redadas como la redada de Brite Ranch, la redada de Neville, e incluso casos sospechosos de vacas perdidas, desaires percibidos o mexicanos que se enfrentaban a la injusticia a menudo condujeron a linchamientos de turbas en las calles que se llevaban a los hombres a punto de ser ahorcados.  Entre 1880 y 1970, se linchó a 3265 negros, 1082 blancos, 71 mexicanos, 38 indios, 10 chinos, y un japonés; el apogeo de este tipo de crimen fue en 1892.

#### Incursiones de Palmer
Según el Departamento de Justicia de los Estados Unidos, Palmer violó su juramento al usar indebidamente el Departamento de Justicia para perseguir ilegalmente a quienes abogan por mejores salarios. Los huelguistas se convirtieron en blanco de agentes provocadores que se infiltraron en las reuniones de "trabajadores comunistas" y activistas contra la guerra. Después de que las deportaciones de Bisbee salieran a la luz en la prensa, los estadounidenses estaban divididos sobre el trato a los extranjeros ilegales, que eran supuestos comunistas. El ex presidente Theodore Roosevelt opinó en la prensa que los mineros de Bisbee "se lo esperaban, ya que estaban empeñados en hacer estragos". El Dpto. De Justicia pasó de abogar por las personas privadas de derechos y libertad por actores estatales a detenerlas bajo dudosas órdenes judiciales y sospechas de radicalismo. El miedo rojo que alimentó el racismo institucional en la década de 1920 contra los judíos rusos y otros inmigrantes de Europa del Este fue una reacción violenta a la revolución bolchevique de 1917 en Rusia y una campaña de bombardeos a principios de 1919 por parte de anarquistas italianos que abogaban por el derrocamiento del gobierno. El resultado fueron las infames redadas de Palmer, aparentemente una medida de deportación para expulsar a extranjeros peligrosos. En 1919, el Fiscal General A. Mitchell Palmer inició una serie de redadas preparadas para expulsar a radicales y anarquistas de Estados Unidos. Se solicitaron órdenes judiciales a los funcionarios obedientes del  Departamento de Trabajo, y varios ciudadanos extranjeros atrapados en las redadas fueron finalmente deportados. Como sólo el departamento de trabajo tenía el derecho legal de deportar extranjeros, objetaron los métodos; sin embargo, bajo apariencia legal, las redadas comenzaron el 7 de noviembre de 1919. Fue dirigido por J. Edgar Hoover, de apenas 24 años, al frente de una nueva división de la Oficina de Investigaciones del Departamento de Justicia, llamada División de Inteligencia General. Armados con la responsabilidad de investigar los programas de grupos radicales e identificar a sus miembros, las redadas comenzaron con agentes de la Oficina de Investigación, junto con la policía local, ejecutando una serie de redadas violentas y bien publicitadas contra el Sindicato de Trabajadores Rusos en 12 ciudades.
Varios periódicos informaron que algunos fueron "brutalmente golpeados" durante los arrestos. Muchos más tarde narraron como fueron amenazados y golpeados durante el interrogatorio. Agentes del gobierno lanzaron una amplia red, trayendo algunos ciudadanos estadounidenses, transeúntes que admitieron ser rusos, algunos no miembros del Sindicato de Trabajadores Rusos. Otros eran profesores que impartían clases de escuela nocturna en un espacio compartido con los grupos radicales objetivo. Los arrestos excedieron con creces el número de órdenes de arresto. De 650 arrestados en la ciudad de Nueva York, el gobierno logró deportar solo 43. Hoover organizó las redadas siguientes. Logró persuadir al Departamento del Trabajo de bajar su insistencia en alertar rápidamente a los arrestados de su derecho a un abogado. En cambio, emitió instrucciones de que sus representantes podían esperar hasta que se estableciera el caso contra el acusado, "para proteger los intereses del gobierno". De manera menos abierta, Hoover decidió interpretar el acuerdo laborista para actuar contra el Partido Comunista incluyéndolo en una organización diferente, el Partido Laborista Comunista. Finalmente, a pesar del hecho, el secretario del Trabajo William B. Wilson insistió en obtener una orden judicial  en donde se requería más que la membresía en esta organización, Hoover trabajó con funcionarios laboristas más obedientes y al mismo tiempo presionando al personal laborista para así obtener las órdenes judiciales que necesitaba. Los funcionarios del Departamento de Justicia, incluyendo a Palmer y Hoover, posteriormente desconocieron todos estos detalles.
El Departamento de Justicia lanzó una serie de redadas el 2 de enero de 1920, con operaciones de seguimiento durante los próximos días. Las redadas más pequeñas se extendieron durante las próximas seis semanas. Al menos 3.000 fueron arrestados y muchos otros permanecieron detenidos durante largos variados períodos de tiempo. Toda la acción de noviembre fue replicada a mayor escala, incluyendo arrestos e incautaciones sin órdenes de judiciales, así como detenciones arbitrarias en instalaciones  abarrotadas e insalubres. Hoover admitió más tarde "casos claros de brutalidad". Algunos casos en Boston incluyeron tortura, en donde los detenidos eran colocados en "cajas calientes" sobre un horno alimentándose solo con una rebanada de pan y un vaso de agua al día durante al menos 50 horas. Las redadas cubrieron más de 30 ciudades y pueblos en 23 estados, pero los del oeste del Mississippi y el sur de Ohio fueron "publicitadas" y diseñadas para hacer que el esfuerzo se extendiera a nivel nacional. Debido a que las redadas tenían como objetivo a organizaciones enteras, los agentes arrestaron a todos los que se encontraban en los salones de reuniones de la organización, no solo arrestando a miembros de la organización no radicales sino también a visitantes que no pertenecían a la organización y, a veces, a ciudadanos estadounidenses que no eran elegibles para arresto y deportación. En unas pocas semanas, después de la rotación del personal en el Departamento del Trabajo, Palmer se enfrentó a un nuevo Secretario del Trabajo interino de mentalidad muy independiente, Louis Freeland Post, canceló más de 2,000 órdenes de arresto por ser ilegales. De los 10.000 detenidos, 3.500 estaban detenidos por las autoridades; 556 extranjeros residentes fueron finalmente deportados en virtud de la Ley de inmigración de 1918.
En una reunión del gabinete en abril de 1920, Palmer pidió al secretario del Trabajo Wilson que despidiera a Post, pero el secretario Wilson lo defendió. El presidente escuchó a los jefes de departamento en disputa y no ofreció comentarios sobre Post, pero terminó la reunión diciéndole a Palmer que "no debería dejar que este país se vea rojo". El secretario de Marina, Josephus Daniels, quien tomó notas de la conversación, pensó que el Fiscal General había merecido la "amonestación" del presidente, porque Palmer "veía rojo detrás de cada arbusto y cada demanda de aumento de salario".

##### Otros
El 28 de mayo de 1920, la ACLU publicó su "Informe sobre las prácticas ilegales del Departamento de Justicia de los Estados Unidos",  documentó cuidadosamente las actividades ilegales del Departamento de Justicia al arrestar a presuntos radicales, capturas ilegales por parte de agentes provocadores en régimen de incomunicación. Abogados y profesores de derecho tan destacados como Felix Frankfurter, Roscoe Pound y Ernst Freund lo firmaron dicho documento. El profesor de Harvard, Zechariah Chafee, criticó las redadas e intentos de deportación y la falta del debido proceso legal en su volumen de 1920 Freedom of Speech. Escribió: "Un cuáquero debe ir a prisión y someterse al exilio para contrarrestar los malos pensamientos es una de las ironías más tristes de nuestro tiempo". El Comité de Reglas dio a Palmer una audiencia en junio, donde atacó a Post y a otros críticos cuya "solicitud tendenciosa por la revolución social y simpatía pervertida por los criminales anarquistas... liberaron  a enemigos públicos de los que el Congreso deseaba e intentaba deshacerse.". La prensa vio la disputa como una prueba de la ineficacia y división de la administración Wilson a medida que se acercaba a sus últimos meses.
En junio de 1920, una decisión del juez de la Corte de Distrito de Massachusetts, George Anderson, ordenó la liberación de 17 extranjeros arrestados y denunció las acciones del Departamento de Justicia. Escribió que "una turba es una turba, ya sea formada por funcionarios del gobierno que actúan bajo instrucciones del Departamento de Justicia o por criminales y holgazanes". Su decisión impidió efectivamente cualquier reanudación de las redadas.
En Montana, los mineros del cobre estaban descontentos con la Federación Occidental de Mineros y debido a esto ocurrieron enfrentamientos entre los mineros detenidos junto a muchos trabajadores del campo. El juez del Tribunal de Distrito de los Estados Unidos, George M. Bourquin, escribió en una decisión concediendo la liberación el 12 de febrero de 1920: "La Declaración de Independencia, los escritos de los Padres de nuestro País, la Revolución, la Constitución y la Unión, todos fueron inspirados para derrocar la tiranía gubernamental. Todavía son fuerzas vivas, vitales y potenciales para salvaguardar a todos los domiciliados en el país, tanto a los extranjeros como a los ciudadanos. La evidencia de una defensa malvada hacia los extranjeros nos enseña, y como se asegura aquí, es un peligro mucho menor para este país que son las partes que violan la ley y el orden, la humanidad y la justicia., lo han llevado a la deportación. Son el espíritu de intolerancia encarnado y la manifestación más alarmante en Estados Unidos hoy ". Al decir esto, culpó de las acciones tomadas directamente a quienes crearon una histeria contra una minoría étnica principalmente rusa, y quienes lograron eludirse de  toda culpa al continuar calificando tales acciones como legales. Hoover pasó a encabezar el FBI, que a lo largo de su historia también llegó a ser conocido por el racismo institucional en las operaciones COINTELPRO, Martin Luther King Jr. y Malcolm X y Palmer perdió todo el apoyo a su candidatura para la nominación presidencial demócrata que reemplazaría a Wilson. El juez lo resumió claramente; "Los hombres reflexivos que aman este país y sus instituciones ven más peligro en ellos y en sus prácticas y en el gobierno por la histeria que estimulan, que en los miserables y odiados rojos. Esas personas pueden asumir con seguridad que incluso como los "rojos", ellos también pasarán a su debido tiempo, y la nación seguirá. Corresponde a los tribunales tratar a ambos, mantenerlos bajo control cuando estén dentro de la jurisdicción ". Zechariah Chafee pasó a escribir muchas obras importantes sobre las libertades civiles. Su primer libro, Freedom of Speech, estableció la teoría moderna de la Primera Enmienda.

### Retiro de fondos destinados a la policía
Después de las protestas y disturbios masivos instigados por el asesinato de George Floyd, el movimiento para "desfinanciar a la policía" articulado por la «pantera negra» Angela Davis en la década de 1960 ganó una renovada atención en junio de 2020. Desde entonces, varias ciudades importantes han actuado para cambiar los modelos de financiación que colocan a los departamentos de policía al frente de las prioridades de financiación, provocado la reasignación de miles de millones recolocados a la policía. Históricamente, los sindicatos de la policía de EE. UU. Se han resistido incluso a reformas menores y medidas de rendición de cuentas, incluyendo la resistencia a la derogación de la inmunidad cualificada, la doctrina que evita que los agentes de policía sean responsables de violar los derechos constitucionales de los ciudadanos a menos que violen derechos legales o constitucionales claramente establecidos. Aunque actualmente es apoyada por la Corte Suprema de los Estados Unidos, la doctrina ha sido criticada después de los incidentes en tiroteos policiales que resultaron en la muerte de afroamericanos desarmados y las consecuentes protestas mundiales que siguieron a este hecho. Descrito como racismo sistémico e impactando la manera en la que se maneja la policía en los Estados Unidos, la doctrina coloca una gran carga de pruebas cuando se ejercen demandas de indemnización contra acciones policiales que violan los derechos civiles. Como resultado, a la policía se le reasignaron algunas responsabilidades como la respuesta de salud mental,  abuso de sustancias, violencia doméstica y persona de calle, algunas de las cuales se consideran excesivas y perjudiciales. El movimiento para desfinanciar a la policía ha sido apoyado por activistas durante décadas.

### Inmigración
Las secciones anteriores hablan del racismo institucional contra las personas o comunidades negras; sin embargo, los europeos del este y del sur de piel blanca sufrieron discriminación en varias ocasiones. Muchas otras minorías también sufrieron de racismo institucional. Un ejemplo son las políticas de inmigración contra los chinos. La intensificación de la competencia laboral durante la década de 1870 en la costa oeste entre trabajadores chinos y blancos invocó el movimiento antichino. La primera Ley de Exclusión de Chinos de 1882 fue aprobada para prohibir la inmigración de chinos a los Estados Unidos, lo que resultó en la aceptación de solo 10 inmigrantes chinos en los Estados Unidos en 1887. La escasez de mano de obra después del declive de la mano de obra inmigrante china demostró el hecho del racismo blanco. Para obtener más información, consulte Historia de los estadounidenses de origen chino. Hubo otras políticas antiinmigrantes en la historia contra Francia e Irlanda a finales de 1700 (ver Oposición a la inmigración ), europeos del sur, europeos del este, judíos, africanos, árabes, asiáticos orientales e indios (ver Ley de inmigración de 1924 ). El sentimiento antiinmigración también puede afectar a las minorías que han sido ciudadanos estadounidenses durante varias generaciones (ver Internamiento de japoneses estadounidenses). El crecimiento posterior de la inmigración fue impulsado por los cambios generados por la Ley de Inmigración de 1965, que revirtió el sistema de cuotas de origen nacional vigente desde la década de 1920, que discriminaba a ciertas minorías étnicas, particularmente a las originarias del hemisferio oriental.

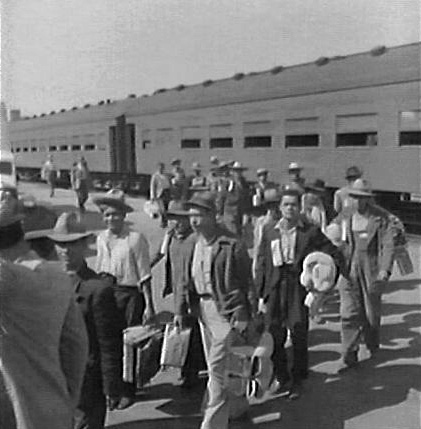
Programa Bracero

Entre 1929 y 1939, durante la Gran Depresión, cerca de un millón de chicanos de ascendencia mexicana fueron deportados o presionados para que abandonaran los Estados Unidos. Aproximadamente la mitad de ellos eran ciudadanos estadounidenses, la mayoría de los cuales nunca había cruzado las fronteras estadounidenses ni habían viajado a México. La campaña fue en respuesta a la migración al oeste de los Oakies y la escasez de viviendas y mano de obra asalariada en California durante la Gran Depresión. El Secretario del Trabajo de la administración de Hoover, William N. Doak ( Hoovervilles ), tomó como chivo expiatorio a los "inmigrantes ilegales" ( trabajadores migrantes ) por quitarles el trabajo a los estadounidenses. Si bien no especificaba a los mexicanos, la práctica tenía como objetivo la expulsión de cualquier persona que incluso pareciera vagamente mexicana. En 1931, la Comisión Nacional de Cumplimiento de la Ley, la Comisión Wickersham encontró que los métodos empleados por los subordinados de Doak eran inconstitucionales. La Política continuó durante la administración de Franklin D. Roosevelt.
En 'Decade of Betrayal', el profesor de historia social Raymond Rodríguez documentó la historia de la repatriación mexicana, una historia social de la década de 1930 que se centra en aproximadamente 1 millón de mexicanos y mexicoamericanos deportados injustamente o presionados para dejar sus hogares en los Estados Unidos por funcionarios federales y locales que buscan soluciones rápidas para la Gran Depresión. Rodríguez y el coautor Francisco Balderrama escribieron el libro de 1995, que provocó audiencias legislativas y disculpas formales del estado de California y funcionarios del condado de Los Ángeles.
Al llevar a cabo estas políticas, bienestar social y  agencias benéficas rentables junto a la policía intensificaron la persecución de los chicanos. Según Hoffman, "a partir de 1931, en las ciudades y condados de todo el país se crearon programas de repatriación, realizados bajo los auspicios de oficinas de bienestar social o agencias de caridad privadas". El presidente de la junta de supervisores de organizaciones benéficas y el comité de bienestar público de Los Ángeles (y más tarde alcalde de Los Ángeles) Frank L. Shaw había investigado sobre la legalidad de la deportación, pero un asesor legal le advirtió que solo el gobierno federal estaba legalmente autorizado para participar en procedimientos de deportación. Como resultado, los supervisores del condado de Los Ángeles decidieron que su campaña se llamaría "repatriación ", lo que Balderrama afirma era un eufemismo para la deportación.
CP Visel, el portavoz del Comité de Ciudadanos de Los Ángeles para la Coordinación del Alivio al Desempleo comenzó su "medida de alivio al desempleo" creando un "gesto psicológico" destinado a "amedrentar"  mexicanos en Estados Unidos. Su idea era emitir una serie de "comunicados publicitarios que anunciaran la campaña de deportación, se harían algunos arrestos 'con toda la publicidad y fotografías posibles', y tanto la policía como los alguaciles adjuntos debían ayudar".

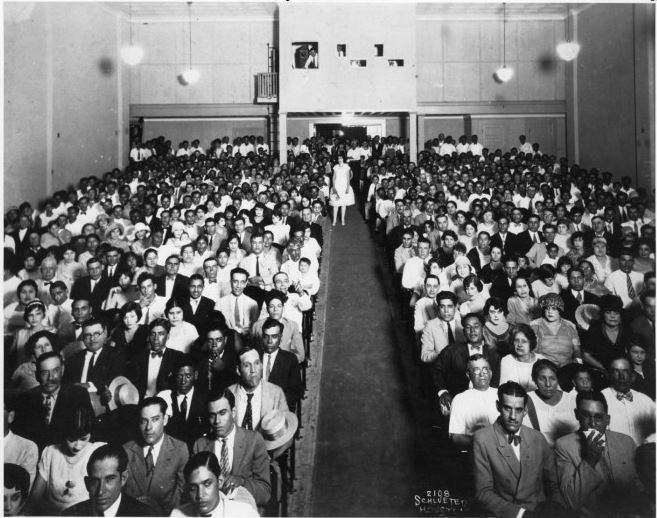
Interior del Teatro Azteca, Houston Texas, 15 de julio de 1927

William F. Watkins, supervisor de la Oficina de Inmigración, y sus agentes fueron responsables de muchas redadas y deportaciones masivas, y el gobierno local fue responsable de la atención de los medios de comunicación que se prestó a estas redadas para "amedrentar" a los inmigrantes, específicamente mexicanos, aunque hubo repetidos comunicados de prensa de funcionarios de la ciudad de Los Ángeles que afirmaron que los mexicanos no estaban siendo atacados. Las acciones tomadas por los funcionarios de inmigración demostraron lo contrario provocando muchas quejas y críticas del vocero del Consulado de México y de una revista en español La Opinión.
Hasta la Gran Depresión, muchos ciudadanos habían visto el valor de los chicanos como mano de obra barata. La cantidad de puestos de trabajo disponibles para mano de obra no calificada se agotó, el estado de ánimo cambió y junto a la sanción oficial generada por esta política gubernamental, los californianos emplearon sanciones sociales y amenazas de violencia contra los empleadores que contrataban a chicanos en lugar de a estadounidenses desempleados. Esto continuó durante la década de 1930, cuando los mexicanos se enfrentaban a miradas hostiles y rechazos cuando se presentaban en comedores populares y lugares que realizaban obras de caridad para los desempleados. Esta política comenzó en los estratos más altos y fue llevada a cabo por personas desempleadas en los estratos más bajos, aumentando los niveles de racismo institucional.
La mano de obra mexicana suministrada por la agroindustria estadounidense ha oscilado entre la necesidad de trabajadores y las solicitudes para repatriarlos. Algunas solicitudes fueron realizadas por parte de agricultores mexicanos, en donde de vez en cuando había una aguda escasez de mano de obra. En 1954, mientras el programa Bracero estaba en vigor, el INS repatrió de manera forzada a un millón de mexicanos. Era un sistema de control táctico y de cooperación dentro de la Patrulla Fronteriza de los Estados Unidos conjuntamente con el gobierno mexicano, recibiendo el nombre de Operación Espalda Mojada. Con los crecientes problemas diplomáticos y de seguridad que rodean los cruces fronterizos ilegales, el INS aumentó sus redadas y detenciones a principios de la década de 1950 dirigidos por la Operación Espalda Mojada. Los detenidos a menudo fueron deportados sin la oportunidad de recuperar sus propiedades en los EE. UU. o posibilidad de contactar a su familia y quedando varados sin comida ni empleo al ingresar a México. Los mexicanos deportados enfrentaron condiciones extremas y en ocasiones fueron abandonados en el desierto; 88 trabajadores deportados murieron en un calor de 112 grados en julio de 1955. La mayoría fueron enviados por barco a Veracruz o transportados por tierra a ciudades del sur de México. Durante la totalidad de la Operación, el reclutamiento fronterizo de trabajadores ilegales por parte de productores estadounidenses continuó debido en gran parte al bajo costo de la mano de obra ilegal y al deseo de los productores de evitar los obstáculos burocráticos del programa Bracero; la inmigración ilegal continuó a pesar de los esfuerzos de la Operación Espalda Mojada fue la principal responsable del fracaso del programa.
En 2006, congresistas de la Cámara de Representantes Hilda Solís y Luis Gutiérrez pidieron una disculpa del gobierno de Estados Unidos por la repatriación forzada. Esto no ha ocurrido hasta la fecha. Los libros de texto de EE  UU. generalmente pasan por alto las porciones desagradables de la historia, lo que hace que muchos estudiantes estén al tanto del internamiento japonés en campos de concentración en Estados Unidos, pero no tengan conocimiento de que los chicanos fueron repatriados de forma forzada e ilegalmente a pesar de que el número elevado en la década de 1930 que era de un millón y en la de 1950 otro millón adicional durante la 'Operación Espalda Mojada', un total de 20 veces más que el número de japoneses-estadounidenses que fueron internados en los campos.
En casi todos los casos, no existe un registro federal de estas repatriaciones. Esto se debe a que, mientras que según las estimaciones del INS, entre 400.000 y 1 millón de mexicanos y mexicano-estadounidenses salieron de los Estados Unidos hacia México durante la década de 1950, pocos de ellos fueron expulsados formalmente en virtud de los procedimientos de deportación dirigidos por el INS. Una gran cantidad de los repatriados regresó a México por su cuenta reubicándose en pequeños pueblos a lo largo de la frontera entre Estados Unidos y México que era "completamente racista", en donde los funcionarios acostumbraban usar amenazas de deportación; o mediante programas de repatriación oficialmente voluntarios, aunque a menudo coercitivos, dirigidos por gobiernos estatales y locales y agencias de ayuda humanitaria.

### Servicio civil
La contratación basada en el mérito para los títulos de la función pública es ciega a la raza en términos de preferencias de contratación; en la práctica, sin embargo, hay títulos que se han resistido a la integración de personas de color o latinos hasta nuestros días. Las instituciones que resisten incluso más allá de las luchas por los derechos civiles de los años 50 y 60 dieron lugar a intervenciones judiciales en los 70 e incluso hasta entrada la última década. Muchos de los Decretos de Consentimiento que resultaron de las intervenciones de la corte llegaron al gobierno federal debido a quejas de la EEOC en la contratación o intentos de litigar por discriminación abierta. Hasta 2007, cuando la Sociedad Vulcana del FDNY prevaleció en los tribunales utilizando la teoría legal del impacto dispar, muchas demandas resultaron en la imposición de cuotas raciales en la contratación. Los Departamentos de Policía y Bomberos de todo el país han tardado en cambiar la cultura insular que los mantenía carentes de diversidad y abiertos a desafíos.
El Servicio Civil, como institución, se utilizó tradicionalmente para prevenir el nepotismo y la influencia de la política en los nombramientos para el cargo. Autorizado a nivel federal en 1871, surgió debido a las reformas del sistema de despojos vigentes desde la década de 1830 y a los abusos de la era posterior a la Guerra Civil, cuando el Congreso autorizó al presidente para nombrar una Comisión de Servicio Civil y prescribir regulaciones para la admisión al servicio público. Un aspirante a un cargo insatisfecho asesinó al presidente Garfield en 1881 y el Congreso se sintió motivado a aprobar la Ley de Reforma del Servicio Civil de Pendleton en 1883, que estableció firmemente el servicio civil. Durante la reconstrucción, esto permitió al gobierno federal proporcionar empleos para los negros recién liberados en el sur (principalmente el Servicio Postal) donde no existían otras oportunidades de empleo para ellos. Desde el inicio del sistema de méritos en 1881, el número de personas negras en puestos de la administración pública federal aumentó de 0,057 a 5,6% en 1910. Desde 1883, la mayoría de los empleados federales ocupan puestos clasificados por designaciones de servicio civil. (ver también: Reforma del servicio civil de EE. UU. )

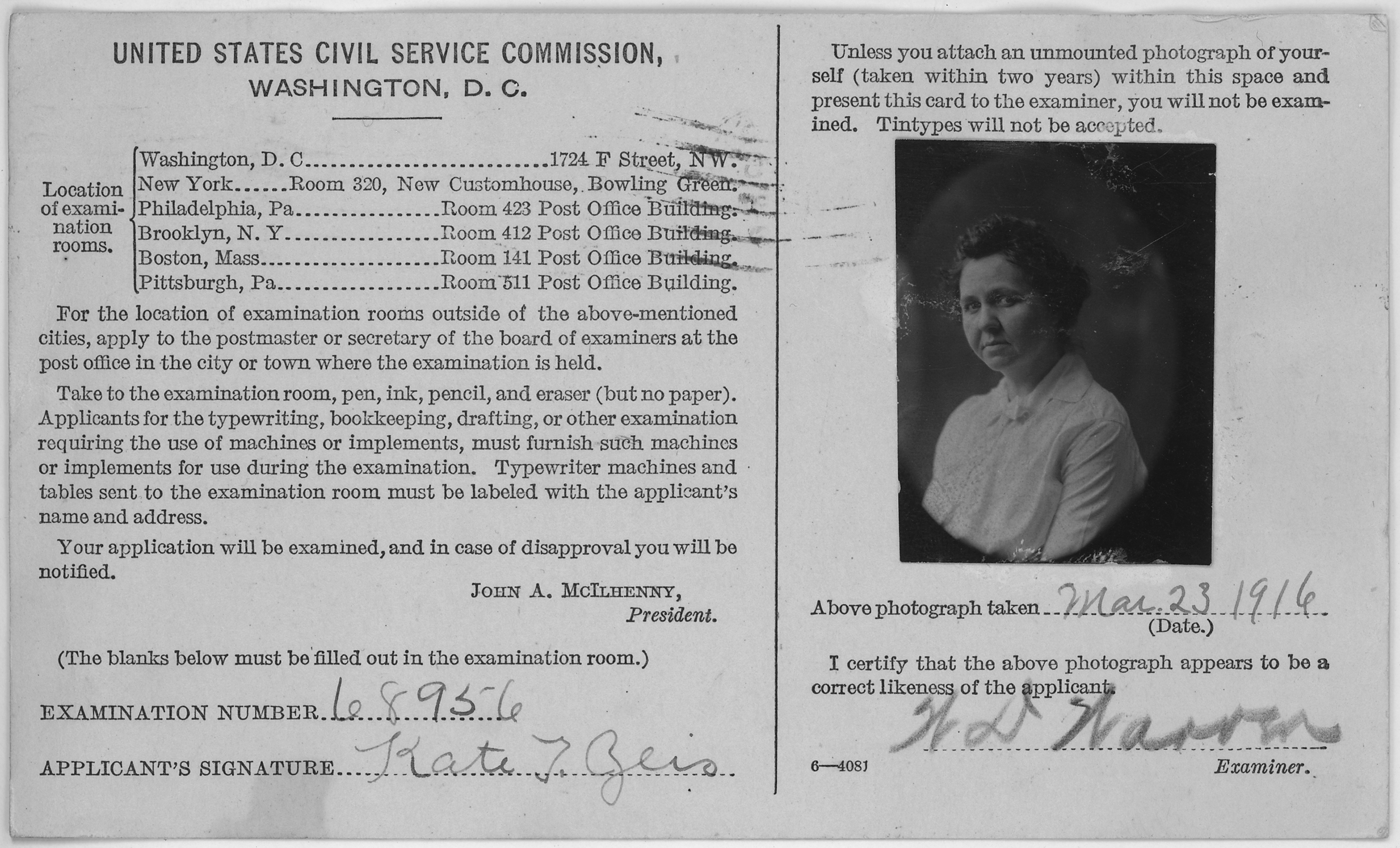
Kate T. Zeis, foto para la tarjeta de la Comisión del Servicio Civil de EE. UU. – NARA – 285491

En 1913, con la ley de segregación del país, los demócratas del sur del Congreso bajo la administración del presidente Woodrow Wilson intentaron sacar a tantas minorías como fuera posible de sus cargos en el servicio civil federal, especialmente en la oficina de correos. Esto se logró al exigir que la raza de cada candidato al cargo se muestre con una fotografía.
Esto permitió a la administración degradar y eliminar a los funcionarios negros de los puestos ocupados en el servicio civil e impidió aún más cualquier nuevo  nombramiento, exacerbando así deliberadamente la exclusión negra del servicio federal. Wilson había hecho campaña prometiendo elevar la cantidad de personas negras trabajando en su administración igualando la cantidad ofrecida por las administraciones republicanas pasadas. La prensa de los negros, basada en su discurso inaugural, lo apoyaron, pero en el Congreso, los demócratas del sur que se oponían a la integración lo rechazaron activamente y los nombramientos por patrocinio cayeron aún más. Alegando "roces" entre negros y blancos en la oficina de correos, propusieron separarlos. Esto fue llevado a cabo por el Director General de Correos y el Secretario del Tesoro, y cuando el gabinete y el presidente no se opusieron a la medida, las prácticas de Jim Crow en algunos departamentos se tomaron como una venganza. En 1921, trabajadores postales negros que no fueron degradados ni despedidos estaban detrás de una pared en la 'Oficina de cartas muertas' en Washington, DC o colocados detrás de pantallas donde los demás trabajadores no podían que verlos. Sin ningún fundamento o quejas que justificaran la segregación, se convirtió en una política no oficial. Aparecieron letreros que restringían los baños y comedores, oficinas enteras estaban segregadas por habitación y los trabajadores estaban agrupados por razas. En el Congreso se propusieron una avalancha de propuestas de leyes discriminatorias que iban desde los tranvías 'Jim Crow' hasta la exclusión de los negros de las comisiones militares y oficiales del ejército o la marina y proyectos de ley contra el mestizaje. También hubo proyectos de ley para restringir la inmigración negra. Esto se extendió a los estados donde se aprobaron más proyectos de ley que restringían a los negros. Al Servicio Civil Federal no le fue bien con Wilson, ya que sostuvo que "era una ventaja para ellos" y "probablemente eliminaría muchas de las dificultades que han rodeado el nombramiento y avance de los hombres y mujeres de color", defendiendo la segregación que tiene lugar bajo su mando y administración.
El siguiente episodio fue la Ley Hatch de 1939, que impedía a funcionarios estatales y locales de participar en actividades políticas o postularse para cargos públicos. Fue una respuesta a las fuerzas conservadoras en el Congreso que querían evitar los nombramientos de la administración en ciertas agencias alineadas con la WPA y el asesor presidencial de FDR Harry Hopkins, de quien se sostenía que estaba dando trabajo a 'personas equivocadas'. Hasta que la decisión del caso Brown. de la Corte Suprema y otros casos relacionados marcaron el comienzo de la era de los Derechos Civiles, la segregación institucional fue confirmada a nivel federal en la decisión a raíz del caso Plessy contra Ferguson de la Corte Suprema de los Estados Unidos, que la corte revocó en 1954. Posteriormente, las ciudades fueron llamadas junto a sus alcaldes con  y como resultado, comenzó la Integración. Esto fue reemplazado a su vez por el racismo institucional, la práctica de respetar al pie de la letra la ley, pero no el espíritu real de la misma, en un esfuerzo por evitar que las contrataciones de minorías ganen terreno en lugares en los que estaban desproporcionadamente subrepresentados, como los departamentos de policía y bomberos, y en puestos gerenciales.

#### Período posterior a la integración
En todo el país, en la década de 1950, los negros encontraron una causa común al desafiar la discriminación laboral, y los periódicos de color asumieron la causa. Económicamente, los trabajos se estaban volviendo escasos para las minorías durante los años de la posguerra a medida que los militares que regresaban recuperaban sus puestos. El servicio civil parecía ser una alternativa razonable para los negros que regresaban del servicio de la Segunda Guerra Mundial en el extranjero y para oficiales negros que abandonaban las fuerzas armadas recientemente segregadas. En Los Ángeles en la década de 1950, la NAACP impulsó una campaña de integración en el California Eagle y solicitó a la comisión de bomberos que proporcionara más puestos de trabajo en el LAFD. Cuando el ingeniero jefe de los bomberos John Alderson intentó integrar el departamento, la resistencia a la integración creó las llamadas 'Casas del Odio' y resultó en la formación de los Stentorians como una fuerza protectora para proteger a los bomberos minoritarios. Nueva York había experimentado previamente sus propias revelaciones cuando la Vulcan Society compareció ante el ayuntamiento y exigió la eliminación de 'la cama negra' en las estaciones de bomberos para los bomberos negros. En esa audiencia en 1944, las cámaras del consejo de la ciudad de Nueva York se llenaron con el descaro del FDNY por un lado el otro lado con bomberos negros protestando por la falta de oportunidades y mejores salarios.[cita requerida]
Con ese telón de fondo, comenzó la integración y la segregación fue reemplazada por el racismo institucional, que tomó la forma de la misma manera que lo hizo cuando los negros fueron contratados por primera vez antes y durante la Primera Guerra Mundial. Los negros, una vez designados para un puesto de servicio civil, fueron sometidos a aislamiento, ostracismo, hostilidad abierta y cuartos separados. Después de 1956, los primeros negros contratados por la LAFD después de la integración no pudieron terminar sus estudios académicos. La Vulcan Society en Nueva York asesoró a muchas personas negras, pero el progreso fue lento, y la contratación no se reflejó en la población de las ciudades atendidas hasta la aprobación de la Ley de Derechos Civiles de 1964 cuando aumentó el número de contrataciones de minorías. El Departamento del Trabajo de EE. UU. en la década de 1970 comenzó a hacer cumplir las cuotas raciales durante la administración de Nixon que ordenó la contratación de negros, pero fueron las cantidades solicitadas de la década de 1970 las que hicieron explotar la imposición de Decretos de Consentimiento en todo el país, lo que obligó la integración de diversidad en altos cargos. En 1971, los Vulcan Blazers del departamento de bomberos de Baltimore, Maryland, presentaron una solicitud innovadora que resultó en el nombramiento de personas negras para puestos de oficiales hasta subjefe cuando el tribunal dictaminó que había habido discriminación en los ascensos. Otros grupos minoritarios siguieron su ejemplo y también acudieron a los tribunales. En 2009, la ciudad de Baltimore pagó $ 4.6 millones para resolver un caso presentado por policías minoritarios que alegaban discriminación racial. Como han demostrado otras demandas recientes, los departamentos civiles han responsabilizado a sus jefes por casos de racismo institucional, un ejemplo es el caso en 2007 del jefe de LAFD, William Bamattre, quien fue retirado por el alcalde de Los Ángeles después de haber sido complaciente racial al responder a demandas que afectan a su departamento. Los pagos a los negros y a mujeres habían superado los 7,5 millones por casos de acoso y racismo, y también por la falta de diversidad.

#### Discriminación positiva
La acción afirmativa o discriminación positiva, si bien originalmente se refería a un conjunto de políticas y prácticas que prevenían la discriminación por motivos de raza, credo, color y origen étnico, ahora a menudo se refiere a políticas que apoyan positivamente a miembros de grupos desfavorecidos o subrepresentados que en el pasado han sufrido discriminación en áreas. como educación, empleo y vivienda. Histórica e internacionalmente, el apoyo a la acción afirmativa ha buscado alcanzar objetivos como superar las desigualdades en el empleo y salarios, aumentar el acceso a la educación, promover la diversidad y corregir los errores, daños u obstáculos cometidos.
En la década de 1990, el presidente George HW Bush intentó eliminar la acción afirmativa durante su mandato. Al presentar un escrito contra las cuotas en las admisiones universitarias, también se opuso al uso de cuotas, preferencias y reservas por motivos de raza, sexo, religión u origen nacional, y abolió su uso en la contratación. El Congreso respondió con la Ley de Derechos Civiles de 1991, que solo cubría los términos para resolver los casos en los que se había confirmado previamente la discriminación. Había sido casi imposible probar un caso de discriminación institucional en los tribunales, y muchos otros casos fueron cerrados por la imposición de un decreto por consentimiento. Si bien el intento del presidente George HW Bush fracasó, dio lugar a la Proposición 209 de California de 1997, una iniciativa de votación que abolió la acción afirmativa en las universidades de California. Esto cerró las vías que las iniciativas de acción afirmativa habían abierto para las minorías, ya que la legislación ya no requería que las universidades de California facilitaran activamente el desarrollo de poblaciones de campus étnicamente diversas. En consecuencia, las demandas por discriminación laboral que buscaban una compensación por la contratación discriminatoria declinaron, ya que los argumentos a favor de la reparación debido a errores pasados bajo las 'disposiciones de recuperación' ya no funcionaban a favor de los demandantes. La Proposición 209 ha resistido desafíos como la Enmienda #5 de 2013, que habría revertido la 209 si no hubiera sido retractada por su principal patrocinador en el Senado antes de su aprobación. En 2014, la Junta de Regentes de UCLA renunció públicamente a 209 debido a la disminución en las admisiones de minorías a las universidades de California después de que se implementó 209. Los regentes reafirmaron esto en 2020.
Iniciativas de votación similares a las de California 209 se extendieron por todo el país, principalmente en los estados rojos. En el caso de 2003 de Gratz vs Bollinger, la Corte Suprema dictaminó que hubo una mala implementación de la acción afirmativa por parte de la Universidad de Michigan en su proceso de admisión basado en la asignación de puntos que había resultado en una ventaja estadística homogeneizada para los solicitantes de minorías y había dejado inconstitucionalmente a la universidad incapaz de diferenciar entre las distintas contribuciones de diversidad de cada individuo. El mismo día y en relación con otro solicitante de la Universidad de Michigan (Facultad de Derecho), la corte suprema falló a favor del caso Grutter vs Bollinger que si bien no reconocer las distintas contribuciones de los grupos minoritarios era inconstitucional,[cita requerida] la iniciativa general de acción afirmativa - creando un grupo demográfico inclusivo y racialmente diverso - en realidad no lo era.
Los esfuerzos para abolir la acción afirmativa no se limitaron a California y Michigan. En 2008, el presidente del Instituto Estadounidense de Derechos Civiles, Ward Connerly, hizo campaña con éxito para la aprobación de una legislación que prohíbe la acción afirmativa en Nebraska. Tres de los cinco estados en los que ACRI impulsó la votación en contra de la acción afirmativa. Connerly declaró: "Creo que en algunos sectores, muchas partes del país, un hombre blanco está realmente en desventaja... Porque hemos desarrollado esta noción de que las mujeres y las minorías están tan desfavorecidas y tenemos que ayudarlas, que, en muchos casos, hemos torcido la barra y ya no se trata de un caso de igualdad de oportunidades. Se trata de poner un peso para equilibrar la balanza".
Las objeciones conservadoras a la acción afirmativa incluyen que, aunque tiene como objetivo rectificar las prácticas discriminatorias, la acción afirmativa es intrínsecamente discriminatoria contra la mayoría y el cumplimiento de las ' cuotas raciales ' impide que los empleadores contraten al candidato más calificado disponible para un puesto. Los partidarios de la acción afirmativa citan hasta qué punto el racismo institucionalizado del pasado afectó negativamente a las minorías. Su respaldo a las medidas para ayudar a las comunidades marginadas ha resultado en un retroceso en forma de reclamos de racismo inverso.
En 2020, un estudio concluyó que la proposición 209 había causado daño a los estudiantes negros e hispanos sin ningún beneficio tangible para los estudiantes blancos o asiáticos que los reemplazaban en el sistema de la Universidad de California. Con la derogación de la controvertida electoral de California en 2020, los otros once estados que aprobaron leyes similares contra la acción afirmativa también están revisando sus efectos en las admisiones de las minorías. Los conservadores todavía están en la corte suprema desafiando las admisiones basadas en la raza, y el Departamento de Justicia bajo la administración de Trump demandó a la Universidad de Yale por presunta discriminación.

### Sistema educativo
Las pruebas estandarizadas también se han considerado una forma de racismo institucional, porque se cree que están sesgadas a favor de personas de contextos socioculturales particulares. Algunas minorías siempre han obtenido peores resultados que los blancos en prácticamente todas las pruebas estandarizadas, incluso después de controlar el nivel socioeconómico, mientras que otras han obtenido resultados consistentemente mejores. La causa de las diferencias de rendimiento entre los estudiantes negros, hispanos, blancos y asiáticos aún no se ha aclarado por completo.
Tres casos ante el SCOTUS han determinado que si existe racismo institucional en la educación. Bakke (1978) permitió que las minorías obtuvieran una ventaja en las admisiones y contrataciones universitarias. El voto decisivo del juez Connors en Grutter (2003) fue una represalia en contra de la Proposición 209 e iniciativas similares, dando un plazo de 25 años en el que tales intervenciones ya no serían necesarias. Schuette (2013) prohibió el uso de la raza en las admisiones a universidades públicas. El uso de iniciativas de sorteo discriminatorias (1997-2008) para eludir la ley; Al ganar la aceptación pública por los esfuerzos en contra de la acción afirmativa, el proceso de imponer cargas indebidas a las minorías que buscan avanzar se ha afianzado en este siglo. Schutte, la jueza asociada Sonia Sotomayor escribió que los votantes de Michigan habían "cambiado las reglas básicas del proceso político en ese estado de una manera que perjudicaba de forma única a las minorías raciales". Citar el racismo inverso después de que los efectos hayan demostrado ser perjudiciales para las admisiones de las minorías es repetir una política fallida y fomenta este sesgo. Esto irrespeta a la Ley de Derechos Civiles de 1964, donde se prohibió la discriminación por motivos de raza, color, religión, sexo u origen nacional.

#### Educación superior
En la década de 1960, los estudiantes de color comenzaron a asistir a colegios y universidades en cantidades récord después de la aprobación de las leyes de derechos civiles y educación superior. Sin embargo, los obstáculos de integración en instituciones de educación superior predominantemente blancas resultaron en una serie de inconvenientes para los profesores y estudiantes de color que trabajaban y estudiaban en tales entornos. Según una evaluación de la investigación educativa, que investigó la tensión y violencia, una de las razones es la falta de preparación de muchos colegios y universidades para enseñar a una población estudiantil diversa. Inicialmente, también fue difícil para muchos estudiantes negros ir a la universidad debido a la mala calidad de la educación básica en las escuelas segregadas.
En el Caso Brown contra Consejo de Educación de 1954 la decisión fue el comienzo del proceso de desegregación y eliminación de la discriminación. Sin embargo, era difícil determinar los desafíos que presentaría el proceso y los obstáculos que seguirían existiendo. Si bien el concepto de "separados pero iguales" había sido anulado por la Corte Suprema de los Estados Unidos, estaba claro que la división racial aún no había desaparecido.  Desde Brown muchos años transcurrieron y el abuso verbal y físico continuó. Después de Brown, el entorno no segregado resultó ser agotador e iba a requerir trabajo adicional. Se dice que el aumento de la tensión racial y los incidentes raciales en institutos de educación superior se debe a la "falta de conocimiento, experiencia y contacto con pares diversos; influencia del grupo de pares; mayor competencia y estrés; la influencia de grupos fuera del campus y medios de comunicación; consumo de alcohol; cambio de valores; miedo a la diversidad; y percepción de trato injusto ". Aunque la ley Brown fue sentenciada en 1954, la integración real no se produjo por completo hasta muchos años después; la Corte Suprema de los Estados Unidos celebró múltiples audiencias sobre la eliminación de la segregación en  escuelas, y mantuvieron que La Junta de Educación debe ser seguida por escuelas, colegios y universidades. La ley fue aplicada años después de la sentencia, y ayudará a enseñar sobre el racismo en la educación al ilustrar los extraordinarios esfuerzos que algunas instituciones educativas harían para evitar la integración.
Si bien sigue habiendo un trato injusto, y muchos efectos a largo plazo han perdurado. Se produce el problema subyacente de la presencia de minorías en los campus universitarios. En 2008, el Centro Nacional de Estadísticas Educativas informó que, si bien la inscripción de minorías y estudiantes de color había aumentado, la inscripción de blancos seguía siendo la mayoría en promedio, lo que representa el 63 por ciento de los estudiantes universitarios y de pregrado. Si bien esto varía según la región, el estado y el estatus social, en general, la mayoría de los colegios y universidades en los Estados Unidos son predominantemente blancos. Según el Departamento de Educación de los Estados Unidos, también ha habido un aumento de delitos de odio en los campus universitarios; 1250 delitos de odio en 2016, un 25 por ciento más que en 2015.
El acceso a la educación postsecundaria también parece ser un problema. Según el Departamento de Educación de EE. UU., estar preparado para la universidad es fundamental para que un estudiante tenga éxito o no. Si bien el gobierno ofrece programas de preparación universitaria para estudiantes de minorías y de bajos ingresos, como el programa GEAR UP y los programas del gobierno federal TRIO que ayudan a preparar a estudiantes para la universidad y así garantizarles su éxito, el acceso a estos programas es relativamente limitado. Si bien los programas como TRIO han crecido desde su concepción, todavía queda trabajo por hacer para que más estudiantes de minorías asistan y tengan éxito en una institución postsecundaria. Debido a que la disponibilidad de los programas federales TRIO es subjetiva en función de la ubicación geográfica de un estudiante, los beneficios no son percibidos en las comunidades que se busca beneficiar. Sin embargo, los efectos positivos de los programas federales TRIO han sido bastante alentadores: más minorías e individuos de bajos ingresos están preparados para asistir a instituciones postsecundarias.
El racismo institucionalizado en la educación superior ha recibido poca atención por parte del gobierno nacional, pese a ser un tema relevante que afecta a muchos colegios y universidades. A pesar de los esfuerzos para mejorar la situación en escuelas técnicas y universidades, pero programas de acción afirmativa, racismo y violencia contra negros continúan ocurriendo. Los efectos de esta violencia se extienden más allá del incidente en sí. Según un estudio estadounidense en Baltimore, el racismo tiene una correlación con complicaciones de salud, como la presión arterial sistólica alta. Asimismo, un estudio realizado entre 1997 y 2003 encontró que el racismo conducía a tasas más altas de cáncer de mama. Este problema se extiende más allá del contexto educativo y podría ilustrar por qué muchas minorías y estudiantes de color se sienten incómodos al entrar a un entorno que podría generar potencialmente más racismo. Si bien se pueden encontrar ilustraciones del racismo institucional en los campus universitarios, periódicos y blogs, existen otros espacios para aprender más sobre estos incidentes. Aparte de los medios de comunicación, una fuente que puede utilizarse para mantenerse al día sobre el racismo institucional en la educación superior es el The Journal of Blacks in Higher Education (JBHE). Esta revista tiene como objetivo proporcionar la mayor cantidad de información posible sobre el racismo institucional antinegro. JBHE publica recursos, estadísticas e informes actuales de acciones relacionadas con la raza en los campus universitarios. Por ejemplo, JBHE informó sobre el incidente de racismo Sigma Alpha Epsilon de la Universidad de Oklahoma en 2015. Otros recursos de medios donde se pueden encontrar informes sobre incidentes raciales en los campus universitarios son Inside Higher Ed y Southern Poverty Law Center.
En 2016, el Departamento de Educación de EE. UU. Publicó un informe sobre la delincuencia en las escuelas. De los delitos de odio racial denunciados en los campus universitarios en 2013, el 41% fueron vandalismos, el 37% acosos y el 38% agresiones. Según el Departamento de Educación de EE. UU., En 2015 se informaron 146 casos de acoso racial en campus universitarios y colegios Sin embargo, este número de ninguna manera es un retrato fiel de la cantidad real de acoso racial que ocurre. La investigación realizada por el Instituto de Investigación de Educación Superior afirma que solo el 13% de estos incidentes son denunciados. Según el Center for College Health and Safety, una de las razones por las que se denuncian tan pocos incidentes es que hay una falta de conciencia generalizada en lo que consiste un delito de odio, así como sobre dónde se debe denunciar dicho delito. Aunque los datos se limitan a ha sido denunciado, el FBI permite el acceso público a numerosas tablas y estadísticas sobre los delitos de odio denunciados en 2015 hubo 4.029 delitos de odio motivados por la raza / etnia / ascendencia, el 52,7% de los cuales, según los informes del FBI, estaban motivados por prejuicios contra los negros. De los 3.310 crímenes de odio por prejuicio racial, el 7,9% ocurrió en escuelas / universidades. En mayo de 2017, la Liga Antidifamación ha denunciado que se han verificado 107 incidentes de carteles de supremacistas blancos que se publicaron en los campus estadounidenses desde el comienzo del año escolar 2016. 65 de estos incidentes han ocurrido desde enero de 2017.
Fakehatecrimes.org proporciona una base de datos con enlaces a fuentes de noticias que muestran delitos de odio que han sido denunciados falsamente. Por ejemplo, un estudiante de la Capital University afirmó haber encontrado una nota relacionada con la raza en su puerta y su historia fue compartida en el periódico de la universidad. Posteriormente, en otro artículo, el diario compartió cómo el estudiante confesó luego de la investigación haber inventado la historia. En una nota similar, Complex, una fuente de noticias, publicó un artículo en el que nombraba las "universidades más llenas de odio en Estados Unidos" según datos de College Stats. Al investigar los datos, uno encontrará que los datos han sido eliminados debido a una mala interpretación de la información. Los datos originales simplemente mostraban la frecuencia con la que se usaban ciertas palabras despectivas en tuits en ciertos campus universitarios o lugares cercanos a estos campus, y no consideraba el contexto dentro de estas palabras despectivas que se usaban. Decir que algunas universidades están más "llenas de odio" que otras debido a los datos de College Stats es una interpretación errónea.
Numerosas fuentes de noticias, entre ellas Inside Higher Ed y Southern Poverty Law Center, y el Brookings Institution, informaron que hubo un aumento en los delitos de odio racial y acoso tras la elección de Donald Trump como presidente de los Estados Unidos. Aunque no se ha verificado cada caso, la SPLC afirmó haber contado 201 incidentes raciales en menos de una semana. La mayor cantidad de incidentes están clasificados como "antinegros" y representan más de 50 de los incidentes, casi 40 de los cuales tuvieron lugar en campus universitarios. Kimberly Griffin, profesora de la Universidad de Maryland que estudia y es autora de numerosos publicaciones sobre el clima racial del campus, establece lo siguiente en un artículo de Inside Higher Ed:

Tenemos un presidente electo que hizo campaña con ideas que hicieron ver al racismo socialmente inaceptable como algo bueno, desde hablar de deportaciones masivas y construir muros hasta aceptar el respaldo de grupos nacionalistas blancos. Las amenazas que enfrentan los estudiantes a menudo están directamente relacionadas con sus gritos de guerra y promesas de campaña. No creo que Trump haya creado estos sentimientos de rabia que vemos, pero su elección lo normalizó y lo alentó.

Según el Título VI, todas las instituciones de educación superior que reciben fondos federales deben tomar ciertas medidas contra incidentes de discriminación racial que se consideren "suficientemente graves" o que afecten negativamente la educación de un estudiante. Estas acciones incluyen investigar el incidente, hacer esfuerzos para detener la ocurrencia actual y posible futura así como solucionar los problemas derivados del incidente. Similar al Título VI, la Ley Clery es otra ley que requiere que las instituciones de educación superior que reciben fondos federales tengan ciertas obligaciones con respecto a los delitos en el campus. El principal requisito es que estas instituciones deben elaborar un informe anual que detalle el crimen que se ha producido en los últimos tres años en los campus y los esfuerzos realizados para detenerlo. Estos informes deben estar disponibles para todos los estudiantes y el personal, lo que permite una mayor transparencia sobre el crimen existente en los campus.
Estudiantes de todo el país han trabajado para acabar con la discriminación racial en los campus organizando y participando en protestas. Uno de los ejemplos más notables es el de las protestas de la Universidad de Missouri de 2015-16, la cual lideró protestas en 50 universidades. WeTheProtesters, un grupo de defensa, ha recopilado listas de denuncias hechas por estudiantes de 80 universidades estadounidenses que detallan lo que se debe hacer para combatir el racismo en los campus.

##### Impacto en el profesorado
Los profesores de color enfrentan el racismo dentro de las instituciones de educación superior, ya que desafían creencias ampliamente arraigadas sobre las relaciones raciales en Estados Unidos. La desigualdad estructural puede ignorarse bajo el supuesto de que el racismo desaparecerá dentro de su tiempo. El racismo se manifiesta de diversas formas, que incluyen, entre otras, la infravaloración de la investigación, normas y políticas no escritas sobre el proceso de tenencia y falta de tutoría para los profesores de color. Las mujeres de la facultad de color a menudo se ven atrapadas en un doble vínculo, ya que enfrentan discriminación por motivos de raza y género. Los profesores de las instituciones de educación superior son predominantemente blancos, y los profesores de color constituyen aproximadamente el 17% del profesorado total, con un 7,5% asiáticos, un 5,5% negros, un 3,5% latinos y un 0,5% indios americanos (ver gráfico). El fracaso total de la implementación de la acción afirmativa se identifica como otro factor que contribuye al bajo número de representación.
Miembros de la facultad que son de color a menudo se involucran en investigaciones sobre temas de diversidad, que muchos blancos consideran "riesgosos". Las creencias generalizadas fundadas en el concepto de meritocracia, donde el éxito se basa únicamente en el esfuerzo individual, ponen en tela de juicio las investigaciones que revelan problemas estructurales que contribuyen al éxito. Los matices políticos de la investigación dentro de las ciencias sociales se utilizan para cuestionar la validez y la naturaleza científica de los hallazgos, a pesar de que la investigación en estos campos se lleva a cabo de la misma manera que la investigación en áreas de interés menos polémicas. Las metodologías de investigación aceptadas desde hace mucho tiempo en otras disciplinas se cuestionan según las implicaciones de los hallazgos, particularmente cuando estos hallazgos pueden revelar desigualdades raciales en la población en general y / o en la propia institución. "Por lo tanto, la investigación que parece neutra y académica tiene importantes manifestaciones políticas, incluida la justificación de las desigualdades raciales que se replican dentro de los cuerpos de estudiantes y exalumnos de las instituciones que afirman formalmente que valoran la diversidad incluso cuando todos sus mecanismos internos reproducen el dominio excluyente para algunos grupos raciales ".
Esta preocupación es especialmente evidente en las instituciones privadas, donde la recepción de dicha investigación por parte de los alumnos, los intereses corporativos y otros donantes potenciales influyen en la aceptación de la investigación por parte de los profesores. En un caso de estudio, la investigación relacionada con la raza y la diversidad considerada válida por el más alto nivel de asociaciones disciplinarias nacionales fue rechazada por profesores y supervisores, aludiendo a la existencia y aplicación de reglas no escritas con respecto a la aceptación de la investigación. El rechazo de la investigación sobre el racismo por parte de la facultad es un factor que contribuye a la dificultad para lograr la titularidad, con estándares más altos a cumplir y alto desempeño para aquellos cuyos hallazgos pueden contradecir creencias ampliamente aceptadas con respecto a las relaciones raciales.
Los miembros de color de la facultad también enfrentan barreras mientras trabajan para incluir temas de diversidad en sus cursos, ya que los blancos a menudo se resisten a la inclusión de perspectivas multiculturales. Los desafíos en el aula parecen estar relacionados con cuestiones de género y edad, así como con la raza. Por ejemplo, las profesoras afroamericanas de 35 años o menos enfrentan más dificultades que las blancas de 20 años, mientras que las de 40 años o más enfrentan más desafíos de estudiantes en grupos de edad no tradicionales.

##### Impacto en los estudiantes
La demografía racial de las instituciones de educación superior en los Estados Unidos está cambiando rápidamente. Las instituciones de educación superior a menudo se conocían tradicionalmente como instituciones predominantemente blancas (PWI). Estas instituciones ahora tienen el desafío de mejorar sus esfuerzos de diversidad y crear políticas que aborden la causa raíz de los climas raciales negativos en los campus de PWI. Se estima que para 2010, el 40% de los graduados de la escuela secundaria no serán blancos. Si bien la homogeneidad racial en las escuelas secundarias aumentó, las instituciones de educación superior se volvieron más diversas racialmente. Debido a la homogeneidad racial en las escuelas secundarias, algunos estudiantes universitarios ocasionalmente encuentran su primer contacto interracial en la universidad. Las universidades y colegios que han identificado la diversidad como una de sus prioridades deben planificar cómo crear de manera estratégica y sensible un clima en el campus en el que todos los estudiantes, en particular los Estudiantes de color en un PWI, no tengan que correr el riesgo de sentir su seguridad en riesgo o siendo discriminados., marginados o tokenizados para obtener un título postsecundario.
Los datos han demostrado que los estudiantes de color y los blancos tienen diferentes percepciones de los climas raciales del campus. En una encuesta de 433 estudiantes de pregrado en una institución, se encontró que, en comparación con los blancos, los estudiantes de color se sentían de manera diferente sobre las políticas del campus. Los blancos describían con más frecuencia el clima racial de su campus como positivo, mientras que los estudiantes afrodescendientes lo calificaban como negativo. Los hallazgos indican que los estudiantes de color experimentan acoso que es "ofensivo, hostil o intimidante" en mayor proporción que los blancos, lo que interfiere con su aprendizaje. Además, "Los estudiantes de color percibieron el clima como más racista y menos tolerante que los blancos, a pesar de que los blancos reconocieron el acoso racial en tasas similares a los de los estudiantes de color". Además, muchos estudiantes afroamericanos tienen dificultades para encajar en una universidad predominantemente blanca debido al temor de "convertirse en blancos".
Los blancos también se sintieron más positivos sobre su experiencia en el aula y la forma en que los profesores presentaron varios puntos de vista en el plan de estudios, sobre las políticas institucionales, así como el reclutamiento y retención de Estudiantes de color. Los estudiantes de ascendencia africana y otros estudiantes de color sintieron que el ambiente del campus no era amigable y que habían sido blanco del racismo. En otro estudio de 5,000 estudiantes de primer año en 93 instituciones, los blancos eran más propensos a estar de acuerdo con la afirmación de que "la discriminación racial ya no es un problema" que los estudiantes de color. blancos también eran más propensos a sentir que el clima del campus está mejorando en comparación con los estudiantes de color. Los blancos sintieron que el clima del campus no era racista, era amistoso y respetuoso, mientras que los Estudiantes de color sintieron que era racista, hostil e irrespetuoso. La investigación ha demostrado que la diversificación racial en los colegios y universidades, sin una educación intencional sobre el racismo sistémico y la historia de la raza en los Estados Unidos, puede llevar a crear un clima racial en el campus que es opresivo para los estudiantes de color. Los libros de texto de historia en los Estados Unidos generalmente pasan por alto las porciones desagradables de la historia, lo que hace que muchos estudiantes desconozcan el Camino de las Lágrimas, las luchas de los trabajadores del siglo XX y la exterminación en el oeste de los indígenas. Es necesario que haya "intervenciones educativas intencionales relacionadas con la composición racial cambiante de los estudiantes universitarios [que] probablemente influiría en cómo cambia el clima de un entorno". Si se quiere abordar el racismo institucional en los institutos de educación superior, es necesario crear diferentes tipos de intervenciones, en particular, intervenciones creadas específicamente para la academia. La investigación de Rankin y Reason concluyó que para que la intervención sea efectiva, los profesores deberían ser utilizados como agentes socializadores en el campus, en particular, porque las normas intelectuales y de comportamiento en la mayoría de los campus son establecidas por los profesores y estas normas tienen un fuerte impacto en el clima del campus. Un ejemplo de estudiantes que intentan cambiar el clima racial del campus es el momento de ser negro en la Universidad de Michigan #BBUM. La Unión de Estudiantes Negros se etá organizando y colaborando con organizaciones para llamar la atención sobre el clima racial en la Universidad de Michigan y cómo está afectando a todos los estudiantes. Para crear intervenciones que conduzcan a un aprendizaje sostenible sobre la raza, las instituciones de educación superior deben valorar por igual las historias y experiencias de los estudiantes de color y estudiantes blancos. Un ejemplo de esto son los cursos requeridos a través de los departamentos de Estudios Africanos / Afroamericanos, Estudios Xicano, Estudios Asiáticos-Americanos, Estudios Árabes Americanos y Estudios Nativos Americanos junto con el Departamento de Historia. Las investigaciones han demostrado que la diversidad curricular se asocia positivamente con las actitudes intergrupales, la disminución del prejuicio racial y la comprensión intergrupal y las actitudes hacia la diversidad del campus.

### Políticas

#### Reconstrucción negra

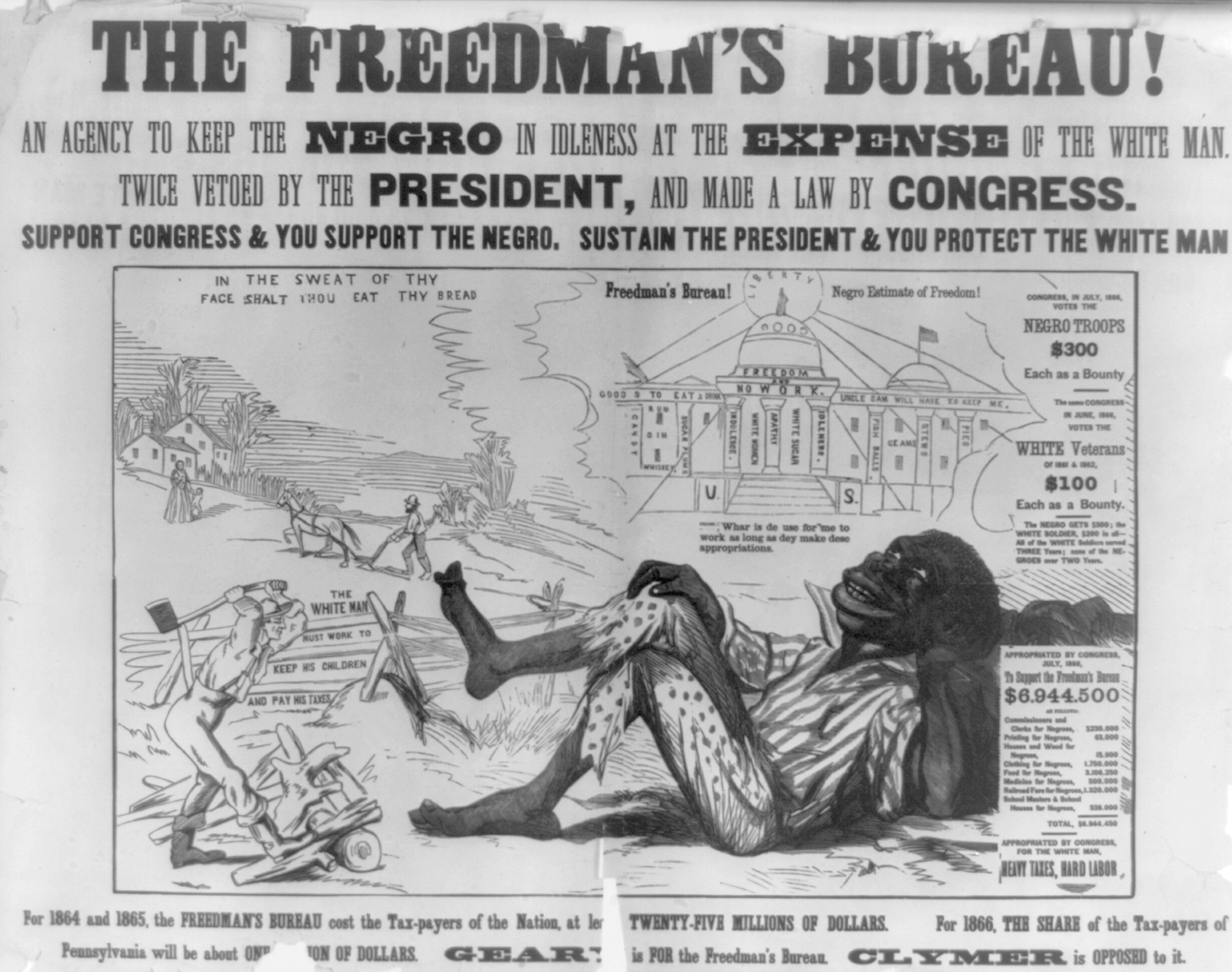
Anuncio en protesta por la reconstrucción negra.

Después de que se abolió la esclavitud, el gobierno pasó por una serie de cambios que reflejaron la presencia de nuevos ciudadanos (negros) en los Estados Unidos. La libertad recién adquirida fundó un crecimiento en la participación afroamericana en la política. Este período de mayor participación afroamericana, de 1867 a 1877, se conoce como Reconstrucción Radical o Reconstrucción Negra. A pesar del aumento en la participación afroamericana en la política, la Reconstrucción Radical no se menciona como un ejemplo de cómo la política negra se esfuerza por ser más inclusiva. Hay puntos de vista muy distintos sobre este período de tiempo. Algunos creían que la corrupción se había extendido en el sur con la introducción de esclavos recién liberados en la legislación y se prestó mucha atención a la negatividad que rodeaba la introducción de rostros negros en el gobierno. La Reconstrucción de Carolina del Sur en particular estuvo bajo escrutinio ya que las legislaturas eran predominantemente negras.[cita requerida] Los acontecimientos en la legislatura de Carolina del Sur se describieron negativamente y se consideraron pro negros y enfocándose significativamente en asuntos que solo pertenecían a los negros. La atención se centró únicamente en los temores que ocurrían dentro de la legislatura, tales como, "apropiación poco ética de fondos estatales por miembros de la legislatura"  y otros actos ilegales y no éticos cometidos por las legislaturas negras y blancas en Carolina del Sur. Otro conjunto de asuntos comentados fue la multitud de artículos decorativos y adornos costosos que se compraron para la remodelación de la Casa del Estado. Los blancos generalmente quedaron fuera de las críticas, a pesar de sus propias contribuciones, y fueron referidos como víctimas de la corrupción debido a la influencia de los negros.
Otros creían que Black Reconstruction no tenía la culpa de toda la corrupción en la legislación. Esta facción de personas vio los debates constructivos y las conversaciones que fluían dentro de las legislaciones del sur. También fueron más receptivos a los aspectos positivos y las características de las legislaturas negras que se mostraron durante su tiempo en el cargo.
A pesar de la cantidad de participantes ansiosos, este período finalmente condujo a una disminución de la participación negra en la política. La reacción de quienes se oponían al aumento de la participación de los negros en la política comenzó efectivamente a hacer que el número de participantes se detuviera y luego disminuyera. Hoy, a pesar de la participación pasada, la participación de los negros en la política es baja. La participación de los negros no es algo común en comparación con la participación general y, a menudo, es celebrada cuando un candidato o un político negro hace particularmente bien sus esfuerzos políticos. Esta disminución se atribuye a un contraataque blanco del movimiento de Reconstrucción Negra. Se utilizaron muchos métodos para disuadir a los negros de asumir cargos. Uno de los más destacados fue la violencia y un ejemplo de es el Ku Klux Klan, un grupo secreto cuyos miembros creían en la supremacía blanca. Linchamientos, palizas e intimidación de los negros ayudaron a acelerar el declive de la participación negra en la política. La coerción también fue otro método utilizado para disuadir la participación de los negros en la política, en particular en las votaciones. Amenazas de pérdida de puestos de trabajo y negativa a recibir atención médica son algunos de los métodos comunes utilizados de coerción empleados. La coerción no jugó un papel tan importante como la violencia física directa, sin embargo, sirvió para obstaculizar aún más el crecimiento de la participación negra en la política. Estos métodos ayudaron a forjar un sistema político que tiene una escasa cantidad de minorías en el poder.

#### Representación
La representación negra en el Congreso había sido escasa con menos de ocho negros en el Congreso por períodos en el Congreso desde el final de la Guerra Civil hasta la era Nixon cuando había 11 representantes negros (diez en la Cámara y uno en el Senado). Después del 91º Congreso, la representación negra comenzó a aumentar. No solo aumentó el número de representantes negros; también aumentó el número de demócratas negros en el Congreso.

### En la tecnología
Las conexiones del racismo institucional con la tecnología han sido un área que no se ha abordado lo suficiente. En su artículo "Raza y racismo en los estudios de Internet", Jessie Daniels escribe que "el papel de la raza en el desarrollo de la infraestructura y el diseño de Internet se ha ocultado en gran medida. Como observa Sinclair, 'La historia de la raza en Estados Unidos se ha escrito como si las tecnologías apenas existieran, y la historia de la tecnología como si fuera completamente inocente de significado racial' ". La socióloga Ruha Benjamin escribe en su libro Race After Technology: Abolitionist Tools for the New Jim Code que los investigadores "tienden a concentrarse en cómo Internet perpetúa o media el prejuicio racial a nivel individual en lugar de analizar cómo el racismo da forma a la infraestructura y el diseño". Benjamin establece conexiones entre el racismo institucional y el racismo en la tecnología y señala la importancia de la investigación futura sobre el racismo institucionalizado en la tecnología, así como la "tecnología del racismo estructural".

### Fuerzas armadas
En junio de 2020, el Ejército de los EE. UU. Instituyó cambios en su política de promoción para contrarrestar el racismo institucional, como parte de sus esfuerzos para contrarrestar el sesgo inconsciente que hizo que los candidatos a oficiales negros fueran ignorados más que los blancos similares. Por ejemplo, las fotografías de los candidatos ya no formarán parte de sus paquetes promocionales, que se ha descubierto que obstaculizan las oportunidades de avance para los soldados negros.

## China
El racismo institucional existe en muchos dominios en la República Popular de China, aunque algunos académicos han notado la descripción del racismo del gobierno chino como un problema occidental, mientras intencionalmente ignoran o minimizan la existencia de un racismo sistémico generalizado en China.
El Comité de las Naciones Unidas para la Eliminación de la Discriminación Racial informó en 2018 que la ley china no define la discriminación racial.

### Minorías étnicas locales

#### Uigures
Bajo el mandato del líder supremo de China y secretario general del Partido Comunista, Xi Jinping, los uigures, una minoría étnica mayoritariamente musulmana que vive en la Región Autónoma Uigur china de Xinjiang, han enfrentado una persecución generalizada por parte de las autoridades Chinas sufriendo detenciones masivas. Desde 2017, se reportó que al menos 1 millón de musulmanes uigures fueron detenidos en "campos de reeducación" comúnmente descritos como campos de concentración, donde han sido sometidos a tortura, trabajo forzoso, discriminación religiosa y otros abusos de los derechos humanos. Los testimonios de presos fugitivos han indicado que los presos están sujetos a esterilización forzada. La situación ha sido descrita como un genocidio cultural en curso.
Un estudio de 2013 encontró que los funcionarios del gobierno local en China "tenían un 33 por ciento menos de probabilidades de brindar asistencia a los ciudadanos con nombres étnicos musulmanes que a sus pares sin rasgos étnicos".

#### Tibetanos
Desde que la República Popular China ganó el control del Tíbet en 1951, ha habido racismo institucional que ha tomado forma con un sistema de propaganda diseñado elaborado por el Partido Comunista de China para retratar a los tibetanos como liberados a través de China y la cultura china Han. Una ópera histórica organizada por el estado representada en 2016 en China retrató al Tíbet como poco sofisticado antes del matrimonio de la princesa Wencheng con Songtsen Gampo, un emperador tibetano, en el año 641. Esta propaganda es descrita por el activista tibetano Woeser como un "... gran proyecto que reescribe la historia y 'borra' la memoria y la cultura de todo un pueblo".
Un artículo de una revista de 1991 identificó cómo el aborto forzado, esterilización y el infanticidio en el Tíbet eran parte de un severo programa de control de la natalidad del PCCh en la región, diseñado específicamente para atacar a los tibetanos.
Un documento presentado al Comité de las Naciones Unidas para la Eliminación de la Discriminación Racial por el gobierno tibetano en el exilio estipula cómo los tibetanos enfrentan un sistema educativo que es inequitativo en comparación con la educación de los chinos han. Según el documento, solo alrededor del nueve por ciento de los adultos chinos son analfabetos, en comparación con alrededor del sesenta por ciento de los tibetanos en la Región Autónoma Tibetana. Además, a los niños tibetanos se les impide aprender sobre su propia historia y cultura, y se les prohíbe aprender su propio idioma. Las escuelas de la región suelen tener una segregación racial basada en características étnicas, y los estudiantes tibetanos reciben una educación de baja calidad en aulas con un mantenimiento deficiente.
Durante las protestas del Tíbet de 2008, un testigo local afirmó que la policía militar china "estaba agarrando a los monjes, pateándolos y golpeándolos" después de los disturbios en torno al cierre del monasterio de Sera cerca de Lhasa.

### Sentimiento antiafricano
El racismo contra los africanos o las personas percibidas como afrodescendientes se ha documentado durante mucho tiempo en China.
Publicado en 1963, An African Student in China, del estudiante africano Emmanuel Hevi, detalla "los arrestos de niñas chinas por sus amistades con africanos y, en particular, los sentimientos chinos de superioridad racial sobre los negros africanos". Un ejemplo notable fueron las protestas antiafricanas de Nanjing de 1988, en las que los estudiantes universitarios africanos fueron objeto de golpizas racistas y otros ataques. En algunos casos, los estudiantes universitarios chinos gritaron consignas racistas como "¡Abajo los demonios negros!" y "¡Sangre por sangre!". A pesar de estos casos obvios de racismo contra los africanos, los medios estatales chinos describieron los ataques como instigados por los estudiantes africanos.
En la China moderna, el racismo sigue siendo un problema en las universidades, como la Universidad Normal de Zhejiang, financiada por el estado. Un estudiante de posgrado negro describió cómo "los estudiantes africanos escuchaban a profesores y compañeros hacer comentarios xenófobos, como 'los africanos están agotando los fondos de nuestras becas'" y cómo los estudiantes africanos, a pesar de tener calificaciones más altas, recibían becas de menor nivel que sus compañeros de clase a través de sistema de asignación de becas de tres niveles de la universidad.
Un estudio señaló cómo la policía de Cantón presentaba a los africanos como "desperdicios" y "tribus ilegales" a través de perfiles raciales. En 2007, la policía atacó a ciudadanos africanos en el distrito de Sanlitun de Beijing durante una redada antidrogas. Fueron víctimas de la brutalidad policial y fueron atacados por el color de su piel, algo que luego la policía negó.
Los informes de los medios estatales de 2008 se referían a los africanos de manera racista, como explica Cheng: "... [el] lenguaje a menudo seguía siendo degradante para los africanos como personas mucho menos civilizadas. Las palabras chinas como 部落 (buluo, “tribus”) o 聚居 地 / 群居 / 群落 (jujudi / qunju / qunluo, hábitats), en lugar de 社区 (shequ, comunidad) se usaban a menudo para referirse a los africanos de manera despectiva".
Yinghong Cheng afirma en un artículo de revista de 2011 que "el ciberracismo contra los africanos no es ciertamente el único pensamiento racial, pero es quizás el más explícito y flagrante". Detalla la ubicuidad de "manifestaciones de estereotipos raciales, percepción jerárquica e insensibilidad", además de cómo "el discurso sistemático de la raza se ha desarrollado de formas mucho más articuladas, sofisticadas y explícitas en la educación y la cultura pop para adaptarse al nacionalismo chino contemporáneo". La adopción de una forma de gobierno más capitalista de estado en la República Popular China ha conducido a popularizar en Internet a los cantantes y compositores comerciales chinos, cuyas obras incluyen algunas de temática racial. Como señala Cheng: "'La Raza Amarilla' (Huangzhongren, 黄种人) y 'Amarilla' (Huang 黄), [fueron] creadas en 2006 y 2007 respectivamente y dedicadas a la organización de los Juegos Olímpicos en China. El lenguaje racista en estas canciones, como 'la Raza Amarilla ahora marcha por el mundo', combinado con afirmaciones nacionalistas como 'Después de 5.000 años, al fin es el momento de que salgamos al escenario, aumentó la popularidad de Xie entre sus jóvenes fans chinos".
En 2018, la Gala de Año Nuevo de la CCTV, un programa de la televisión estatal que en el pasado ha tenido una audiencia de hasta 800 millones de personas, incluyó una sátira racista y neocolonial con una actriz china que usaba maquillaje de cara negra. La sátira "elogia la cooperación chino-africana, mostrando cuánto se benefician los africanos de la inversión china y cuán agradecidos están con Pekín". Más tarde, ese mismo año, el Daily Monitor informó que los ciudadanos de Uganda y Nigeria fueron discriminados en Guangzhou por el gobierno chino, a través de incidentes como la detención de taxis y la confiscación de pasaportes de países africanos, así como la orden de erigir hoteles y restaurantes avisos que prohíben el servicio a los africanos. Además, algunas tiendas de propiedad africana fueron cerradas por la fuerza.
Durante la pandemia de COVID-19, se documentaron múltiples casos de racismo sistémico contra los africanos, que incluían desinformación y estereotipos racistas que mostraban a los africanos como portadores del virus. Según The Guardian, a los africanos "se les negó la entrada en hospitales, hoteles, supermercados, tiendas y puntos de venta de alimentos". En un hospital, incluso a una mujer embarazada se le negó el acceso. En un restaurante McDonald's, se colocó un aviso que decía 'prohibida la entrada a gente negra' ". El gobierno local de Guangzhou implementó una vigilancia masiva, pruebas obligatorias y aplicó una cuarentena de 14 días para todos los ciudadanos africanos, independientemente de si habían viajado fuera de China en las últimas dos semanas.

### Sentimiento antijaponés
El sentimiento antijaponés existe como un problema moderno en China. Ha habido informes de restaurantes e instituciones públicas que niegan el servicio o la entrada a los japoneses desde la Segunda Guerra Sino-Japonesa.

## Canadá

### Indígenas canadienses
El nivel de vida de los pueblos indígenas en Canadá es muy inferior al de los no indígenas, y ellos, junto con otras "minorías visibles" siguen siendo, como grupo, los más pobres de Canadá. Sigue habiendo barreras para lograr la igualdad con otros canadienses de ascendencia europea. La esperanza de vida de las personas de las Naciones Originarias es menor; poseen un nivel de escolaridad inferior, tasas de desempleo mucho más altas, casi el doble de muertes infantiles y un contacto significativamente mayor con las fuerzas del orden. Sus ingresos son más bajos, disfrutan de menos ascensos en su trabajo y, como grupo, es más probable que los miembros más jóvenes trabajen horas o semanas reducidas cada año. En Europa, durante el siglo XIX (como se refleja en el Informe Imperial del Comité Selecto sobre Aborígenes), muchos apoyaron el objetivo propuesto por los imperialistas coloniales de "civilizar" a las poblaciones nativas. Esto llevó un énfasis en la adquisición de tierras aborígenes a cambio de los supuestos beneficios de la sociedad europea y sus religiones cristianas asociadas. El control británico de Canadá (la Corona) comenzó cuando ejercieron jurisdicción sobre las naciones originarias y por Proclamación Real, mediante la primera ley que el gobierno británico aprobó sobre los ciudadanos de las Naciones Originarias asumiendo así el control de total de las vidas de estos pobladores.
Fue después del tratado de París en 1763, por el cual Francia cedió a todas las demandas en el actual Canadá a Gran Bretaña, que el rey Jorge III de Gran Bretaña emitió esta Proclamación Real especificando cómo se debía tratar a los indígenas de la colonia de la corona. Se trata de las piezas legislativas más importantes sobre la relación de la Corona con los aborígenes. Esta Proclamación Real reconocía las tierras de propiedad de los indios y las reservaba para su uso como terrenos de caza. También estableció el proceso por el cual la Corona podía comprar sus tierras, y también estableció principios básicos para guiar a la Corona al hacer tratados con las Naciones Originarias. La Proclamación hizo que las tierras indígenas transferidas por tratado fueran propiedad de la Corona, y declaró que el título indígena es un derecho colectivo o comunal en lugar de un derecho privado para que los individuos no puedan reclamar las tierras donde vivieron y cazaron mucho antes de la llegada de los británicos.

#### Actas Indígenas
En 1867, la Acta de la Norteamérica británica hizo que las tierras reservadas a los indios fueran una responsabilidad de la Corona. En 1876 se aprobó la primera de muchas Leyes Indígenas, cada una de las cuales removió derechos de los indígenas. Las diversas Leyes Indias revisadas (22 veces en 2002) solidificaron la posición de los nativos como propiedad del estado, y los agentes indios recibieron el poder de forma discrecional para controlar casi todos los aspectos de la vida de los indígenas. Se hizo necesario tener el permiso de un agente indio si los nativos querían vender sus cosechas que habían cultivado ellos mismos, o para usar ropa tradicional de las reservas. Los Indian Acts también se usaron para negar a los indígenas el derecho al voto hasta 1960, y prohibirles el derecho a formar parte como jurados.
En 1885, el general Middleton, después de derrotar la rebelión de Metis introdujo el Sistema de Pase (Pass System) en el oeste de Canadá, según el cual los nativos no podían salir de sus reservas sin obtener primero un permiso de sus instructores agrícolas que les permitiera hacerlo. Si bien la Indian Act no le otorgó tales poderes, y ninguna otra legislación permitió que el Departamento de Asuntos Indígenas instituyera tal sistema, y los abogados de la corona sabían que era ilegal ya en 1892, el Pass System permaneció en vigor y se hizo cumplir hasta principios de la década de 1930. Como a los nativos no se les permitía en ese momento convertirse en abogados, no podían luchar en los tribunales a favor de sus propios derechos. Así se extendió el racismo institucional como política del estado de forma oficial.
Cuando los aborígenes comenzaron a presionar para que se les fueran reconocidos sus derechos denunciando la corrupción y abusos de poder dentro del departamento Indio, se enmendó la ley para convertir en delito que un aborigen contrate un abogado con el fin de presentar cualquier reclamo o demanda contra la Corona Británica.

#### Mestizos (Métis)
A diferencia del efecto de esos tratados indios en el noroeste, que establecieron las reservas para los indígenas, la protección de las tierras de los métis no estaban aseguradas por la política de scrip instituida en la década de 1870, por la cual la corona intercambió un scrip a cambio de una concesión fija (160-240 acres) de tierra a los de herencia mixta.

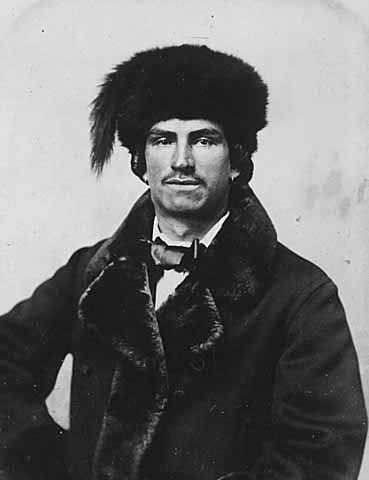
"Sangre mestiza (Indio y Francés) comerciante de pieles" ca. 1870. Sociedad Histórica de Minnesota ubicación No. HD2.3 r7 Negativo No. 10222

Aunque la Sección 3 de la Ley de Tierras de Dominio de 1883 estableció esta limitación, esta fue la primera mención en las órdenes en consejo que limitaban la jurisdicción de las comisiones de scrip al territorio indio cedido. Sin embargo, se hizo una referencia por primera vez en 1886 en un borrador de carta de instrucciones a Goulet de Burgess. En la mayoría de los casos, la política de scrip no consideró las formas de vida de los métis, no garantizó sus derechos sobre la tierra y no facilitó ninguna transición económica o de estilo de vida.

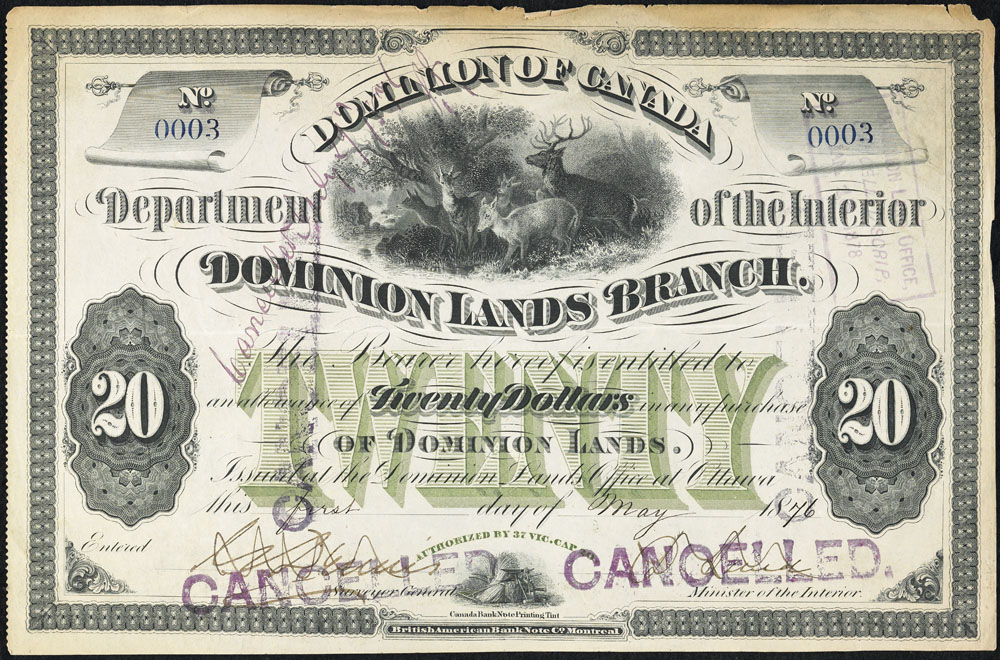
Scrip de tierra de Métis 005005-e010836018-v8

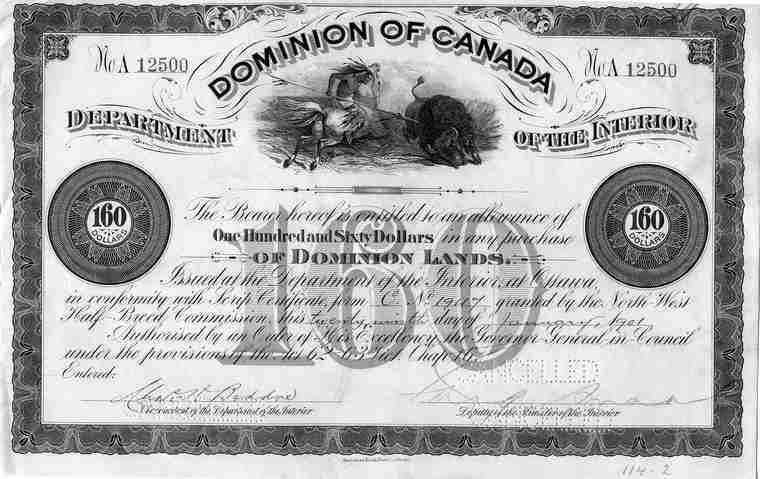
Scrip de Métis emitida para "mestizos", 1894

La mayoría de los métis eran analfabetos y no conocían el valor de los vales y, en la mayoría de los casos, los vendían para obtener una gratificación instantánea debido a la necesidad económica a los especuladores que infravaloraban el papel. No hace falta decir que el proceso mediante el cual solicitaron su tierra se hizo deliberadamente arduo.
No existía ninguna legislación que obligara a los métis a solicitar tierras scrip land. En cambio, las tierras scrip land de los métis podían venderse a cualquiera, enajenando cualquier título aborigen que pudiera haber sido otorgado a esas tierras. A pesar del evidente perjuicio para los métis, la especulación fue desenfrenada y se hizo en connivencia con la distribución de vales. Si bien esto no excluye necesariamente una intención maliciosa del gobierno federal de 'engañar' conscientemente a los métis, ilustra su apatía hacia el bienestar de los métis, sus intereses a largo plazo y el reconocimiento de su título aborigen. Pero el objetivo de la política era establecer tierras en el noroeste con agricultores, no mantener una reserva de tierras para los métis. Scrip, entonces, fue una empresa importante en la historia de Canadá, y su importancia como política aborigen y política de tierras no debe pasarse por alto, ya que era una "política" institucional que discriminaba a los indígenas étnicos en detrimento continuo de ellos.

#### Emancipación
Hasta 1951, las diversas leyes sobre indios definían a una "persona" como "un individuo distinto de un indio", y todos los pueblos indígenas se consideraban protegidos por el estado. Legalmente, la Corona diseñó un sistema de emancipación mediante el cual una persona indígena podía convertirse en una "persona" en la legislación canadiense. Los pueblos indígenas podrían obtener el derecho al voto y convertirse en ciudadanos canadienses, "personas" según la ley, si se asimilaran voluntariamente a la sociedad europea / canadiense.
Se esperaba que los pueblos indígenas renunciaran a su herencia y cultura nativas y aceptaran los "beneficios" de la sociedad civilizada. De hecho, desde la década de 1920 hasta la de 1940, algunos nativos renunciaron a su estatus para recibir el derecho a ir a la escuela, votar o beber. Sin embargo, la emancipación voluntaria resultó un fracaso cuando pocos nativos se aprovecharon.
En 1920 se aprobó una ley para autorizar el derecho al voto sin consentimiento, y muchos pueblos aborígenes fueron liberados involuntariamente. Los nativos perdieron automáticamente su condición de indios bajo esta política y también se convirtieron en profesionales como médicos o ministros, o incluso si obtuvieron títulos universitarios, y con ello, perdiendo su derecho a residir en las reservas.
Los requisitos de emancipación discriminaban particularmente a las mujeres nativas, especificando en la Sección 12 (1) (b) de la Ley de Indígenas que una mujer india que se casara con un hombre no indio perdería su condición de india, al igual que sus hijos. En contraste, las mujeres no indias que se casaran con hombres indios obtendrían el estatus de indias. Duncan Campbell Scott, el superintendente adjunto de Asuntos Indígenas, expresó claramente el sentimiento del día en 1920: "Nuestro objetivo es continuar hasta que no haya un solo indio en Canadá que no haya sido absorbido por el cuerpo político, y no haya Cuestión india y ningún departamento indio". Este aspecto del derecho al voto se abordó mediante la aprobación del proyecto de ley C-31 en 1985, donde se eliminó la cláusula discriminatoria de la Ley indígena y Canadá abandonó oficialmente el objetivo de otorgar derechos a los nativos.

#### Internados
En los siglos XIX y XX, el Departamento de Asuntos Indígenas del gobierno federal canadiense alentó oficialmente el crecimiento del sistema escolar residencial indio como un agente en una política más amplia de asimilación de los canadienses nativos en la sociedad europeo-canadiense. Esta política se hizo cumplir con el apoyo de varias iglesias cristianas, que dirigían muchas de las escuelas. Durante el transcurso de la existencia del sistema, aproximadamente el 30% de los niños nativos, aproximadamente unos 150.000, fueron colocados en escuelas residenciales a nivel nacional, la última escuela cerró en 1996. Durante mucho tiempo ha habido controversia sobre las condiciones que experimentan los estudiantes en las escuelas residenciales. Si bien las escuelas diurnas para los niños de las Naciones Originarias, Metis e Inuit siempre superaron con creces a las escuelas residenciales, a principios del siglo XXI surgió un nuevo consenso de que las últimas escuelas causaron un daño significativo a los niños aborígenes que asistían al alejarlos de sus familias, privándolos de sus idiomas ancestrales, sometidos a esterilización forzada y exponiendo a muchos de ellos al abuso físico y sexual por parte de miembros del personal y otros estudiantes, privándolos del derecho al voto todo esto por la fuerza.
Con el objetivo de civilizar y cristianizar a las poblaciones aborígenes, en el siglo XIX se desarrolló un sistema de 'escuelas industriales' que combinaba estudios académicos con "cuestiones más prácticas" y las escuelas para nativos comenzaron a aparecer en la década de 1840. A partir de 1879, estas escuelas siguieron el modelo de la Carlisle Indian School en Pennsylvania, cuyo lema era " Mata al indio que hay en él y salva al hombre ". Se consideró que el arma más eficaz para "matar al indio" en ellos era sacar a los niños de sus pueblos y, por lo tanto, los niños nativos eran alejados de sus hogares, sus padres, sus familias, amigos y comunidades. La Ley Indígena de 1876 otorgó al gobierno federal la responsabilidad de la educación indígena y en 1910 las escuelas residenciales dominaban la política de educación indígena. El gobierno proporcionó fondos a grupos religiosos como las iglesias católica, anglicana, de la Iglesia Unida y presbiteriana para que recibieran educación indígena. En 1920, la asistencia de los nativos se hizo obligatoria y había 74 escuelas residenciales en funcionamiento en todo el país. Siguiendo las ideas de Sifton y otros como él, los objetivos académicos de estas escuelas fueron "simplificados". Como Duncan Campbell Scott declaró en ese momento, no querían que los estudiantes "fueran demasiado inteligentes": "Con este fin, el plan de estudios en las escuelas residenciales se ha simplificado y la instrucción práctica impartida es como puede ser de utilidad inmediata para el alumno cuando regrese a la reserva después de dejar la escuela ".
La financiación que proporcionaba el gobierno era generalmente insuficiente y, a menudo, las escuelas funcionaban como "negocios autosuficientes", donde los 'estudiantes trabajadores' eran retirados de las clases para lavar la ropa, calentar el edificio o realizar trabajos agrícolas. Los dormitorios a menudo estaban mal calentados y abarrotados, y la comida no era suficientemente nutritiva. Un informe de 1907, encargado por Asuntos Indígenas, encontró que en 15 escuelas de la pradera había una tasa de mortalidad del 24%. De hecho, un superintendente general adjunto de Asuntos Indígenas en ese momento comentó: "Es bastante acertado decir que el cincuenta por ciento de los niños que pasaron por estas escuelas no se beneficiaron de la educación que habían recibido en ellas". Si bien la tasa de mortalidad disminuyó en los últimos años, la muerte seguiría siendo parte de la tradición de la escuela residencial. El autor de ese informe al BNA, Dr. PH Bryce, fue posteriormente removido y en 1922 publicó un panfleto que estuvo a punto de calificar de "homicidio" la indiferencia del gobierno ante las condiciones de los indígenas en las escuelas.
Los antropólogos Steckley y Cummins señalan que los abusos endémicos --emocionales, físicos y sexuales-- por los que el sistema ahora es bien conocido "podrían fácilmente calificar como lo peor que los europeos hicieron a los nativos en Canadá". Los castigos a menudo eran brutales y crueles, a veces incluso amenazaban la vida o acababan con la vida. A veces se clavaban alfileres en la lengua de los niños por hablar sus lenguas nativas, se hacía que los niños enfermos comieran su vómito y se realizaban inspecciones de los genitales de los niños. El término "Scoop de los años sesenta" (o Scoops de Canadá) se refiere a la práctica canadiense, que comenzó en la década de 1960 y continuó hasta finales de la de 1980, de tomar ("recoger") a los niños de pueblos aborígenes en Canadá de sus familias para colocarlos en hogares de acogida o adopción.
La mayoría de las escuelas residenciales cerraron en la década de 1970, y la última en 1996. Las demandas penales y civiles contra el gobierno y las iglesias comenzaron a fines de la década de 1980 y poco después cerró la última escuela residencial. Para 2002, el número de demandas había superado las 10,000. En la década de 1990, comenzando con la Iglesia Unida, las iglesias que administraban las escuelas residenciales comenzaron a emitir disculpas formales. Y en 1998, el gobierno canadiense emitió la Declaración de Reconciliación, y comprometió $ 350 millones en apoyo de una estrategia de curación basada en la comunidad para abordar las necesidades de curación de individuos, familias y comunidades que surgen del legado de abuso físico y sexual en residencias. escuelas. El dinero se utilizó para poner en marcha la Fundación de Curación Aborigen.
A partir de la década de 1990, el gobierno puso en marcha una serie de iniciativas para abordar los efectos de la escuela residencial india. En marzo de 1998, el gobierno hizo una Declaración de Reconciliación y estableció la Fundación de Curación Aborigen. En el otoño de 2003, se inició el proceso de Resolución Alternativa de Disputas, que era un proceso fuera de los tribunales que proporcionaba compensación y apoyo psicológico a exalumnos de escuelas residenciales que fueron abusados física o sexualmente o que se encontraban en situaciones de confinamiento ilícito. El 11 de junio de 2008, el primer ministro Stephen Harper emitió una disculpa formal en nombre del gabinete en funciones y frente a una audiencia de delegados aborígenes. Una Comisión de la Verdad y la Reconciliación funcionó desde 2008 hasta 2015 con el fin de documentar las malas acciones del pasado con la esperanza de resolver el conflicto arrastrado y las consecuencias del pasado. El informe final concluyó que el sistema escolar equivalía a un genocidio cultural.

#### Situación
El racismo institucional ha tenido claramente un efecto profundamente devastador y duradero en las minorías visibles y las comunidades aborígenes en todo Canadá. Las normas culturales europeas se han impuesto a las poblaciones nativas en Canadá, y las comunidades aborígenes continúan luchando con sistemas extranjeros de gobierno, justicia, educación y medios de vida. Las minorías visibles luchan con la educación, el empleo y encuentros negativos con el sistema legal en todo Canadá.
Quizás lo más palpable es la disfunción y la devastación familiar causada por las escuelas residenciales. Estados de Hutchins; "Muchos de los que asistieron a las escuelas residenciales han sido diagnosticados con trastorno de estrés postraumático, que sufren síntomas como ataques de pánico, insomnio e ira incontrolable o inexplicable. Muchos también sufren de abuso de alcohol o drogas, insuficiencia sexual o adicción, incapacidad para entablar relaciones íntimas y trastornos alimentarios. Tres generaciones de padres nativos perdieron el aprendizaje de importantes habilidades parentales que generalmente se transmiten de padres a hijos en entornos domésticos cariñosos y acogedores, y el abuso sufrido por los estudiantes de las escuelas residenciales ha comenzado un ciclo angustioso de abuso dentro de muchas comunidades nativas". El legado duradero de las escuelas residenciales es solo una faceta del problema comprometiendo a generaciones futuras.
El informe Hutchins continúa: "Los niños aborígenes continúan luchando con la educación general en Canadá. Para algunos estudiantes indios, el inglés sigue siendo un segundo idioma y muchos carecen de padres con la educación suficiente para mantenerlos. Además, la educación en Canadá se basa en una tradición escrita en inglés, que es diferente de las tradiciones orales de las comunidades nativas. Para otros, es simplemente que son marginados por su "otredad"; sus modales, sus actitudes, su forma de hablar, o un centenar de cosas más que los distinguen como diferentes.
"Las poblaciones aborígenes siguen padeciendo problemas de salud. Tienen siete años menos de esperanza de vida que la población canadiense en general y casi el doble de muertes infantiles. Mientras que Canadá como nación se ubica habitualmente entre los tres primeros en el Índice de Desarrollo Humano de las Naciones Unidas, su población aborigen en reserva, si se calificara como nación, se ubicaría en un distante e impactante sesenta y tres ".
Como señala Perry Bellegarde, Jefe Nacional de la Asamblea de las Naciones Originarias, el racismo en Canadá hoy en día es en su mayor parte una operación encubierta. Su principio central y más distintivo es el vigor con el que constantemente se le niega. Son muchos los que argumentan que los esfuerzos de Canadá en el campo de los derechos humanos y su postura contra el racismo sólo han dado como resultado una "población más políticamente correcta que ha aprendido a ocultar mejor sus prejuicios". En efecto, el argumento es que el racismo en Canadá no se está eliminando, sino que se está volviendo más encubierto, más racional y más arraigado en nuestras instituciones.
El racismo se evidencia en el reciente referéndum en la Columbia Británica por el cual el gobierno provincial está pidiendo a la mayoría blanca que decida sobre un mandato para negociar tratados con la minoría india. Los resultados del referéndum serán vinculantes, el gobierno se ha comprometido legislativamente a actuar sobre estos principios si más del 50% de los votantes responden de la misma manera. Además, aunque se ha revisado muchas veces, "la Ley Indian Acts sigue siendo una legislación que señala a un segmento de la sociedad por motivos de raza". Según él, los derechos civiles de los pueblos de las Naciones Originarias "se tratan de manera diferente a los derechos civiles del resto de los ciudadanos canadienses".
La Investigación de Justicia Aborigen en Manitoba, la Investigación Donald Marshall en Nueva Escocia, el Informe Cawsey en Alberta y la Comisión Real de Pueblos Aborígenes están de acuerdo, en lo que respecta a los pueblos aborígenes, El racismo en la sociedad canadiense continúa institucional, de manera sistemática e individualmente.

### Leyes contra la inmigración china
El gobierno canadiense aprobó la Ley de inmigración china de 1885 que impone un impuesto de capitación de 50 dólares a todos los inmigrantes chinos en Canadá. Cuando la ley de 1885 no logró disuadir la inmigración china, el gobierno canadiense aprobó la Ley de Inmigración China de 1900, aumentando el impuesto por persona a $ 100 y, al fallar esa ley, aprobó la Ley de Inmigración China de 1904 aumentando el impuesto por persona (tarifa de aterrizaje) a $ 500, equivalente a $ 8000 en 2003 - en comparación con el impuesto por persona - Derecho de aterrizaje y derecho de residencia permanente - de $ 975 por persona, pagado por los nuevos inmigrantes en la década de 1995-2005, que luego se redujo a 490 dólares en 2006.
La Ley de Inmigración China de 1923, más conocida como la "Ley de Exclusión China", reemplazó las onerosas tarifas con la prohibición de la inmigración china a Canadá, excepto comerciantes, diplomáticos, estudiantes y casos de "circunstancias especiales". Los chinos que entraron a Canadá antes de 1923 tenían que registrarse con las autoridades locales y podían salir de Canadá solo por dos años o menos. Desde que la Ley de Exclusión entró en vigor el 1 de julio de 1923, los chino-canadienses se refirieron al Día de Canadá (Día del Dominio) como "Día de la Humillación", negándose a celebrarlo hasta la derogación de la Ley en 1947.

## Malasia
La Constitución de Malasia concedió la ciudadanía a los malasios chinos y los malasios indios, minorías étnicas que constituyen una parte significativa de la población de Malasia, alrededor del 23,2 % y el 7 % de la población, respectivamente. Sin embargo, esto dio lugar a un contrato social por el que se mantiene a estos grupos en una situación de desventaja, ya que el Artículo 153 de la Constitución de Malasia menciona la "posición" especial y los "privilegios" del pueblo malayo musulmán como pueblo supuestamente originario de la tierra.
En 1970, la Nueva política económica de Malasia, un programa de discriminación positiva destinado a aumentar la participación de la población malaya en la economía, introdujo cuotas para los malayos en áreas como la educación pública, acceso a la vivienda, importación de vehículos, contratos gubernamentales y propiedad compartida. Inicialmente concebida como una medida para frenar la escasa participación económica de los malayos, destinada a reducir el número de malayos extremadamente pobres; después de 2009, la mayoría de los malayos conservadores la perciben como una forma de privilegio o derecho de nacimiento. En la Malasia posmoderna, este derecho en las áreas política, legislativa, monárquica, religiosa, educativa, social y económica ha llevado a una menor productividad y menor competitividad entre los malayos. En cuanto a la élite de los malayos, se ha abusado de este privilegio hasta el punto de que los malayos pobres siguen siendo pobres, mientras que los malayos ricos vuelven más ricos; que es el resultado del amiguismo malayo, procesos de licitación de proyectos gubernamentales no competitivos y no transparentes que favorecen a los candidatos nativos (bumiputera), lo que provoca una desigualdad intraétnica más profunda. Sin embargo, los pueblos indígenas reales, más conocidos como Orang Asli, siguen marginados y el gobierno de Malasia ignora sus derechos.
Dado que el Artículo 160 define a un malayo como alguien que "profesa la religión del Islam", quienes tienen derecho a beneficiarse de las leyes que ayudan a los bumiputera están, en teoría, sujetos a la ley religiosa aplicada por el sistema paralelo de tribunales de la Sharía.

## Nigeria

### Indigeneidad
Nigeria contiene más de 250 grupos étnicos, pero está dominada por tres grupos étnicos principales que controlan la mayor parte del poder político: los hausa-fulani del norte, los igbo del sureste y los yoruba del suroeste. Las minorías acusan a la estructura gubernamental de Nigeria de subrepresentar políticamente a los tres grupos étnicos dominantes.
La constitución nigeriana promete igualdad entre todos los grupos étnicos, pero en realidad, el concepto de "indigeneidad" está muy extendido en los gobiernos locales y estatales (y, en menor medida, en el gobierno federal). Los ciudadanos que pertenecen a grupos étnicos "indígenas" gozan legalmente de diversos privilegios políticos y económicos. La definición de "indígena" es ambigua y, a menudo, se utiliza para justificar la marginación de muchos grupos étnicos diferentes en Nigeria. Las universidades públicas discriminan a las personas no indígenas durante las admisiones cobrandoles tarifas más altas. Las personas no indígenas a menudo no pueden participar en la política local y también están excluidas de los puestos gubernamentales.

### Minorías étnicas del Delta del Níger
Nigeria es un país rico en petróleo donde gran parte de sus recursos petroleros se pueden encontrar en la empobrecida región del Delta del Níger, que está habitada por minorías étnicas como los Ogoni e Ijaw. Los habitantes nativos del delta del Níger no reciben gran parte de la riqueza generada por la vasta industria petrolera de Nigeria y, paradójicamente, es la región más pobre de Nigeria. El Delta del Níger está constantemente contaminado y destruido por las actividades tanto del gobierno nigeriano como de corporaciones petroleras extranjeras como Royal Dutch Shell y Chevron Corporation. La lucha por la riqueza petrolera ha alimentado la violencia en el delta del Níger, provocando la militarización de casi toda la región por parte de grupos de milicias étnicas y fuerzas militares y policiales nigerianas.
Una enmienda de 1979 a la constitución nigeriana otorgó al gobierno federal la autoridad para apoderarse y distribuir el territorio Ogoni a las compañías petroleras sin ninguna compensación. Ken Saro-Wiwa, un activista Ogoni, fundó el Movimiento para la Supervivencia del Pueblo Ogoni en 1990 para protestar tanto contra el gobierno nigeriano como contra las corporaciones petroleras extranjeras. En 1995, fue arrestado y ejecutado, junto con otros nueve activistas ogoni, por el régimen del dictador militar hausa Sani Abacha, que fue condenado internacionalmente por violación de los derechos humanos.

## Australia
Se estima que la población de pueblos aborígenes antes de la colonización británica de Australia (a partir de 1788) era de aproximadamente 314.000. Los ecologistas también han estimado que la tierra podría haber sustentado a una población de un millón de personas. En 1901 se habían reducido en dos tercios a 93.000. En 2011, los australianos indígenas constituían aproximadamente el 3% de la población total, 661.000. Cuando el Capitán Cook desembarcó en Botany Bay en 1770, tenía órdenes de no plantar la bandera británica y ceder ante cualquier población nativa, lo cual fue ignorado en gran medida.

### Derechos territoriales, generaciones robadas yterra nullius
"Indígenas australianos" es un término inclusivo que se utiliza para referirse tanto a los aborígenes australianos como a los isleños del estrecho de Torres. Los isleños del Estrecho de Torres son indígenas de las islas del estrecho de Torres, que se encuentran en el Estrecho de Torres entre el extremo más septentrional de Queensland y Papúa Nueva Guinea. El racismo institucional tuvo sus primeras raíces en este lugar debido a las interacciones entre estos isleños, que tenían orígenes melanesios y dependían del mar para su sustento y cuyos derechos sobre la tierra fueron removidos ilegalmente, y más tarde los pueblos aborígenes australianos, cuyos hijos fueron separados de sus familias por las autoridades federales y Agencias australianas del gobierno estatal y misiones de la iglesia, bajo leyes de sus respectivos parlamentos. Las mudanzas ocurrieron en el período comprendido aproximadamente entre 1909 y 1969, lo que resultó en lo que más tarde se conoció como las Generaciones Robadas. Un ejemplo del abandono de la raza mixta ("mestizo") de los niños en la década de 1920 se da en un informe elaborado por Walter Baldwin Spencer que describe como muchos niños mixtos nacidos durante la construcción de The Ghan fueron abandonados en edades tempranas. Este incidente y otros impulsaron la necesidad de una acción estatal para proveer y proteger a estos niños. Ambas eran políticas oficiales y estaban codificadas como leyes por diversos tratados. Ambos han sido rescindidos y la restitución por agravios pasados se ha abordado en los niveles más altos del gobierno.
El tratamiento de los pueblos indígenas por parte de los colonizadores se ha denominado genocidio cultural. La introducción más temprana de la expulsión de niños en la legislación se registra en la Ley de protección de los aborígenes de 1869 en Victoria '. La Junta Central para la Protección de los Aborígenes ha estado defendiendo esos poderes desde 1860, y la aprobación de la ley otorgó a la colonia de Victoria un amplio conjunto de poderes sobre los aborígenes y las personas "mestizas", incluyendo el retiro forzoso de niños especialmente las niñas en supuesto "en riesgo". En 1950, otros estados y territorios habían adoptado políticas y leyes similares, como la Ley de protección de los aborígenes y restricción de la venta de opio de 1897 (Queensland), la Ordenanza sobre los aborígenes de 1918 (NT), Ley de los aborígenes de 1934 (SA) y la Ley de administración nativa de 1936 (WA).
La legislación sobre la expulsión de niños dio lugar a la separación generalizada de los niños de sus padres y al ejercicio de diversos poderes de tutela por parte de los "protectores de los aborígenes" hasta los 16 o 21 años. Se otorgó a policías u otros agentes del estado el poder de localizar y retirar a los bebés y niños de ascendencia mixta de sus madres, familias o comunidades a instituciones. En estos estados y territorios australianos, en las primeras décadas del siglo XX se establecieron instituciones mestizas (tanto reservas gubernamentales aborígenes como estaciones misioneras administradas por la iglesia) para la recepción de estos niños separados de sus familias. Ejemplos de tales instituciones incluyen el asentamiento nativo del río Moore en Australia Occidental, la Misión Aborigen Doomadgee en Queensland, la Misión Ebenezer en Victoria y la Misión Wellington Valley en Nueva Gales del Sur.
En 1911, el principal protector de los aborígenes en Australia Meridional, William Garnet South, "presionó para obtener el poder de expulsar a los niños aborígenes sin una audiencia judicial porque los tribunales a veces se negaban a aceptar que los niños fueran abandonados o desamparados". South argumentó que "todos los niños de ascendencia mixta deben ser tratados como descuidados". Según se informa, su cabildeo jugó un papel en la promulgación de la Ley de aborígenes de 1911 ; convirtiéndose en el tutor legal de todos los niños aborígenes de Australia Meridional, incluidos los llamados "mestizos". Bringing Them Home, un informe sobre la situación de la raza mixta declaraba "... la infraestructura física de las misiones, instituciones gubernamentales y hogares de los niños era a menudo muy pobre y los recursos eran insuficientes para mejorarlos o mantener a los niños vestidos adecuadamente, alimentados y protegidos ".
En realidad, durante este período, la remoción de los niños mestizos de sus familias, se relacionó con el hecho de que la mayoría eran hijos de sirvientes domésticos que trabajaban en granjas de pastoreo, y su retiro permitió que las madres continuaran trabajando como ayudantes mientras estaban en la granja. Al mismo tiempo, quitando a los blancos la responsabilidad de ser padres y del estigma social por tener niños mestizos visibles en el hogar. Además, cuando se quedaban solos en la granja se convirtieron en blanco de hombres que contribuyeron al aumento de la población de niños mestizos. El racismo institucional una la política del gobierno que salió mal, permitiendo que bebés fueran separados de sus madres al nacer, y esto continuó durante la mayor parte del siglo XX. Fue política y se mantuvo en secreto durante más de 60 años.
En la década de 1930, el Protector de los Nativos del Territorio del Norte, Cecil Cook, percibió como un problema el continuo aumento del número de niños "mestizos". Su solución propuesta fue: "Generalmente para la quinta e invariablemente para la sexta generación, todas las características nativas de los aborígenes australianos son erradicadas. El problema de nuestros mestizos será rápidamente eliminado por la completa desaparición de la raza negra y la rápida inmersión de su progenie en la blanca ". En un momento sugirió que se esterilizaran todos.
De manera similar, el principal protector de los aborígenes en Australia Occidental, AO Neville, escribió en un artículo para The West Australian en 1930: "Eliminemos en el futuro de esta sangre, luego la blanca y pura quedará mezclada", elimina la sangre pura y permite la mezcla blanca y, finalmente, la raza se volverá blanca ".
La política oficial entonces se concentró en sacar a todos los negros de la población, en la medida en que los aborígenes de pura sangre fueran cazados para extinguirlos de la sociedad, y los de raza mixta serían asimilados con la raza blanca por lo que que en unas pocas generaciones ellos también se volverían blancos.
Para 1900, la población australiana indígena registrada se había reducido a aproximadamente 93.000.
Australia Occidental y Queensland excluyeron específicamente a los aborígenes e isleños del censo electoral del Estrecho de Torres. La Commonwealth Franchise Act de 1902 excluyó de la votación a los "nativos aborígenes de Australia, Asia, África y las islas del Pacífico, excepto Nueva Zelanda", a menos que estuvieran registrados antes de 1901.

### Derechos de la tierra devuelta
En 1981 se llevó a cabo una conferencia sobre derechos territoriales en la Universidad James Cook, donde Eddie Mabo, un isleño del Estrecho de Torres, pronunció un discurso ante la audiencia en el que explicó el sistema de herencia de tierras en la isla Murray. Uno de los asistentes, un abogado, tomó nota de la importancia de esto en términos de la doctrina australiana del derecho consuetudinario, y sugirió que debería haber un caso de prueba para reclamar derechos sobre la tierra a través del sistema judicial. Diez años más tarde y cinco meses después de la muerte de Eddie Mabo, el 3 de junio de 1992, el Tribunal Superior anunció su decisión histórica, a saber, revocar la doctrina jurídica de terra nullius, que era el término aplicado por los británicos en relación al continente de Australia: "tierra vacía".
El interés público en el caso Mabo tuvo el efecto secundario de hacer que los medios de comunicación se centraran en todos los problemas relacionados con los aborígenes y los isleños del Estrecho de Torres en Australia, y más notablemente con las Generaciones Robadas. Se han medido los impactos sociales de la expulsión forzosa y se ha determinado que son bastante graves. Aunque el objetivo declarado del programa de "resocialización" era mejorar la integración de los aborígenes en la sociedad moderna, un estudio realizado en Melbourne y citado en el informe oficial reveló que no había una mejora tangible en la posición social de los aborígenes "desplazados" en comparación con "no removidos", particularmente en las áreas de empleo y educación postsecundaria.
Más notablemente, el estudio indicó que los aborígenes removidos de sus familias tenían en realidad menos probabilidades de haber completado una educación secundaria, tres veces más probabilidades de haber adquirido un registro policial y tenían el doble de probabilidades de usar drogas ilícitas. La única ventaja notable que poseían los aborígenes "desplazados" era un ingreso medio más alto, que según el informe probablemente se debía a la mayor urbanización de las personas desplazadas y, por tanto, a un mayor acceso a los pagos de asistencia social que los aborígenes que viven en comunidades remotas.

### Salud y empleo
En su discurso de 2008 ante las cámaras del parlamento pidiendo disculpas por el trato a la población indígena, el primer ministro Kevin Rudd hizo un llamado a los servicios de salud por el trato desigual en estos servicios. Señaló la brecha cada vez mayor entre el trato de los australianos indígenas y no indígenas y comprometió al gobierno a "Cerrar la brecha", admitiendo el racismo institucional en los servicios de salud que acortó la esperanza de vida de los aborígenes. Los comités que dieron seguimiento a esto delinearon categorías amplias para corregir las desigualdades en la esperanza de vida, oportunidades educativas y desempleo. El gobierno australiano también asignó fondos para reparar la discriminación pasada. Los australianos indígenas visitan a sus médicos de cabecera (GP) y son hospitalizados por diabetes, enfermedades circulatorias, afecciones musculoesqueléticas, enfermedades respiratorias y renales, problemas mentales, oculares y problemas de comportamiento, pero tienen menos probabilidades que los australianos no indígenas de visitar al médico de cabecera o un médico privado, o solicitar la residencia en un centro de ancianos. Las tasas de mortalidad infantil, la brecha en el rendimiento educativo y la falta de oportunidades de empleo se convirtieron en objetivos que en una generación deberían reducir a la mitad la brecha. La Comisión de Derechos Humanos anunció un día nacional para "Cerrar la brecha" para marzo de cada año.
En 2011, el Instituto Australiano de Salud y Bienestar informó que la esperanza de vida había aumentado desde 2008 en 11,5 años para las mujeres y 9,7 años para los hombres, además de una disminución significativa de la mortalidad infantil, pero todavía era 2,5 veces mayor que para la población no indígena.. Gran parte de los problemas de salud de los pueblos indígenas se debe a la disponibilidad de transporte. En comunidades remotas, el informe citó que el 71% de la población en estas comunidades indígenas remotas carecía de acceso al transporte público, y el 78% de las comunidades vivían a más de 50 millas (80,5 km) del hospital más cercano. Aunque el inglés es el idioma oficial de Australia, muchos indígenas australianos no lo hablan como idioma principal, y la falta de materiales impresos traducidos a idiomas aborígenes australianos y la no disponibilidad de traductores constituyen una barrera para la atención médica adecuada para Gente aborigen. Para 2015, la mayor parte de los fondos prometidos para lograr las metas de "Cerrar la brecha" habían sido recortados y el grupo nacional que monitorea las condiciones de la población indígena no se mostró optimista de que las promesas de 2008 hayan sido cumplidas. En 2012, el grupo se quejó de que el racismo institucional y la discriminación abierta siguen siendo problemas, y que en algunos sectores del gobierno la Declaración de las Naciones Unidas sobre los derechos de los pueblos indígenas estaba siendo tratada como un aspiración política más que como un documento vinculante.

## Reino Unido

### Policía Metropolitana
En el Reino Unido, la comisión sobre el asesinato del británico negro Stephen Lawrence concluyó que la fuerza policial encargada de la investigación era institucionalmente racista. Sir William Macpherson utilizó el término como una descripción de "el fracaso colectivo de una organización para brindar un servicio adecuado y profesional a las personas debido a su color, cultura u origen étnico", lo que "puede verse o detectarse en procesos, actitudes, y comportamiento, que equivale a discriminación por prejuicio involuntario, ignorancia, desconsideración y estereotipos racistas, que perjudica a las minorías étnicas ". La definición de Sir William es casi idéntica a la definición original de Stokely Carmichael unos cuarenta años antes. Stokely Carmichael y Charles Hamilton en 1967 fueron activistas del poder negro y utilizaron por primera vez el término 'racismo institucional' para describir las consecuencias de una estructura social que se estratificó en una jerarquía racial que resultó en capas de discriminación y desigualdad para las personas de étnicas minoritarias en materia de vivienda, ingresos, empleo, educación y salud (Garner 2004: 22).
El Informe de Investigación de Stephen Lawrence, y la respuesta del público sobre este informe, fueron algunos de los principales factores que obligaron a la Policía Metropolitana a abordar el tema sobre su trato a las minorías étnicas. Más recientemente, el ex comisionado de la Policía Metropolitana, Sir Ian Blair, dijo que los medios de comunicación británicos son institucionalmente racistas, un comentario que ofendió a los periodistas y provocó respuestas airadas de los medios, a pesar de que la Asociación Nacional de la Policía Negra acogió con agrado la evaluación de Blair.
El informe también encontró que la Policía Metropolitana era institucionalmente racista. Se formularon un total de 70 recomendaciones para que la reforma surtiera efecto. Estas propuestas incluían la abolición de la regla de la doble incriminación y la penalización de las declaraciones racistas realizadas en privado. Macpherson también pidió reformas en el servicio civil británico, gobiernos locales, Servicio Nacional de Salud, escuelas y el sistema judicial, para abordar los problemas del racismo institucional.
En junio de 2015, el Comisionado de la Policía Metropolitana, Sir Bernard Hogan-Howe, dijo que si había justificación en las afirmaciones de que el Servicio de Policía Metropolitana es institucionalmente racista.

### Condena penal
En el sistema penitenciario inglés y galés, los datos del gobierno compilados en 2020 mostraron que los jóvenes de color están sujetos de manera desproporcionada a castigos que la ONU ha considerado violadores de las Reglas Mandela sobre el tratamiento de  prisioneros. La pandemia de COVID-19 ha provocado que algunos menores, en prisión preventiva, sean puestos en régimen de aislamiento por tiempo indefinido. Los jóvenes recluidos pertenecientes a una minoría y menores de 18 años comprenden el 50% de los reclusos y el 27% de la población carcelaria general. Las minorías étnicas constituyen el 14% de la población total.

### Salud
El racismo institucional existe en varios aspectos de la atención médica, desde la maternidad hasta la psiquiatría. Las mujeres negras tienen cinco veces más probabilidades de morir durante el embarazo que las blancas. Las mujeres asiáticas tienen el doble de probabilidades que las blancas de morir durante el embarazo. Las mujeres negras tienen el doble de probabilidades de tener un bebé nacido sin vida que las blancas.
Según el Instituto para el Estudio del Racismo Académico, los académicos se basaron en un trabajo de 1979 del psicólogo social Michael Billig - "Psicología, Racismo y Fascismo" - que identificó vínculos entre el Instituto de Psiquiatría y teorías racistas / eugenésicas, especialmente en lo que respecta a a la raza y la inteligencia, como, por ejemplo, el promovido por el psicólogo de la PIO Hans Eysenck y en una charla muy publicitada en agosto de 1970 en la PIO por el psicólogo estadounidense Arthur Jensen. Billig llegó a la conclusión de que las "presuposiciones racialistas" se inmiscuyeron en la investigación en el Instituto tanto de forma intencionada como no intencionada. En 2007, la BBC informó que había estallado una "disputa racial" a raíz de una investigación oficial que identificó el racismo institucional en la psiquiatría británica, con psiquiatras, incluso del IOP / Maudsley, argumentando en contra de la afirmación, mientras que los jefes de la Comisión de Ley de Salud Mental fueron acusaron de malinterpretar el concepto de racismo institucional y descartar las preocupaciones legítimas de la comunidad negra en Gran Bretaña. Las campañas de los grupos voluntarios buscan abordar las tasas más altas de seccionamiento, medicación excesiva, diagnósticos erróneos y restricción forzosa de miembros de grupos minoritarios. Según las estadísticas de 2014, adultos negros tienen la tasa de tratamiento más baja de cualquier grupo étnico, con un 5,2%. La tasa de tratamiento para los blancos es del 17,3%. Las cifras de marzo de 2019 muestran que las personas negras tenían más de 4 veces más probabilidades que las personas blancas de ser detenidas en virtud de la Ley de Salud Mental que en años anteriores.
Hombres negros tienen 4.2 veces más probabilidades y mujeres negras tienen 4.3 veces más probabilidades de morir de COVID-19 que las blancas.

### Educación
En un informe del Departamento de Innovaciones y Habilidades Empresariales, se encontró que los estudiantes negros son los más propensos a recibir calificaciones por debajo de las predichas por sus maestros. Se encontró que el 8.1% de los estudiantes negros recibieron calificaciones reales más altas en comparación con el 4.6% de los blancos, el 6.5% de los estudiantes asiáticos y el 6.1% de los estudiantes mixtos.
Parte del racismo institucional en la educación está en el currículo educativo. Los argumentos a favor y en contra de la descolonización del currículo se describen en el podcast Moral Maze de la BBC. Las razones para descolonizar el currículo es que actualmente está dominado por valores y creencias occidentales. El argumento de que las enseñanzas del plan de estudios fueron creadas por "hombres blancos muertos" también ha enfrentado críticas. Algunos oradores del podcast se preguntan por qué las ideas exitosas de hombres blancos muertos deberían eliminarse del plan de estudios solo porque son blancos. La oradora invitada Kehinde Andrews, sugiere que al descolonizar el plan de estudios no se está erradicando a los hombres blancos de la historia, sino que se da crédito a otras razas además de los blancos, donde se merece ya que a lo largo de la historia no se ha recibido. Andrews, utiliza el ejemplo de la Ilustración que se enseña como una invención europea sin dar crédito a los pensadores árabes y africanos que ayudaron a fundarla. De manera similar, Andrews analiza cómo, debido a la falta de enseñanzas del colonialismo en el plan de estudios y en la vida en general, esto conduce a una mentalidad más estrecha y a problemas en la comprensión de nuestro mundo actual. Otros oradores de podcasts argumentan que esto crea un 'currículo de casilla de verificación' en el que las personas son merecidas en función de su raza en lugar del mérito de sus ideas, además, de que debería dejarse el currículo como está.

### Empleo
La comisión de igualdad y derechos humanos informó que los trabajadores negros con títulos ganaban un 27,1% menos de ingresos en promedio que los blancos. Esto arroja algo de luz sobre las razones detrás de las marcadas desigualdades a las que se enfrentan los negros y, en menor medida, otras minorías étnicas en el Reino Unido. Por ejemplo, el 56% de las familias con una cabeza de hogar siendo negra vivían en la pobreza en comparación con el 13% de las familias encabezadas por un blanco.
Los estándares de empleo en el Reino Unido, así como en los EE. UU. y otros países de Europa occidental a menudo ignoran algunos estándares, como el contacto visual, que tienen significados diferentes dependiendo de la cultura. Las culturas asiáticas, latinoamericanas y africanas pueden considerar el contacto visual como una falta de respeto o como un desafío a la autoridad; además, a menudo no se mantiene un contacto visual para mostrar respeto en las entrevistas y procesos de empleo. Por el contrario, los países de América del Norte y Europa Occidental ven el contacto visual como una expresión de entusiasmo y confianza.

## Sudáfrica
En Sudáfrica, durante el apartheid, el racismo institucional ha sido un medio poderoso para excluir de  recursos y poder a cualquier persona que no esté categorizada o marcada como blanca. Aquellos marcados como negros fueron discriminados de manera diferente, y africanos se enfrentaron a formas más extremas de exclusión y explotación que los marcados como morenos o indios. Un ejemplo de racismo institucional en Sudáfrica es la Ley de Tierras Nativas de 1913, que reservó el 90% de la tierra para uso de los blancos y la Ley de Áreas Nativas Urbanas de 1923 que controló el acceso a las áreas urbanas, distribuyendo a los agricultores comerciales que deseaban tener mano de obra en su tierra. Los africanos, que constituían la mayoría de la población, fueron relegados a reservas rurales áridas, que luego se convirtieron en sus tierras nativas.
Las formas más modernas de racismo institucional en Sudáfrica se centran en las relaciones interraciales y la política oficial del gobierno. La oposición a las relaciones íntimas interraciales puede ser indicativa de un racismo subyacente y, a la inversa, la aceptación y apoyo de estas relaciones pueden ser indicativos de una postura contra el racismo. Aunque la prohibición de la Ley de matrimonios mixtos fue derogada en 1985, el término "mixto" siguió existiendo, lo que conlleva a la estigmatización inherente de las relaciones "mixtas" de raza. En consecuencia, el discurso es un marco que percibe que el lenguaje puede producir estructuras y relaciones institucionales. Sin embargo, el lenguaje constituye quiénes somos, cómo interactuamos con los demás y cómo nos entendemos a nosotros mismos. Por lo tanto, se dice que el discurso está indisolublemente ligado al poder y es más que un medio utilizado para transmitir información.

## Brasil
El 18 de abril de 2005, el gobierno brasileño lanzó un Programa para Combatir el Racismo Institucional en Brasil a través de una colaboración establecida entre el Ministerio Británico de Desarrollo Internacional y Reducción de la Pobreza (DFID), el Ministerio de Salud (MS), la Secretaría de Política Especial para el Promoción de la Igualdad Racial (SEPPIR), Ministerio Público Federal (MPF), Organización Panamericana de la Salud (OPS) y Programa de las Naciones Unidas para el Desarrollo (PNUD).

### Trabajo e ingresos
En Brasil, en promedio, los blancos tienen los salarios más altos y  sufren menos de desempleo, también  son la mayoría entre los que asisten a la educación superior. Indicadores socioeconómicos de la población negra y morena, así como los de los indígenas, tienden a ser mucho más desfavorables. Para Otair Fernandes, doctor en Ciencias Sociales y coordinador del Laboratorio de Estudios Afrobrasileños e Indígenas de la Universidad Federal Rural de Río de Janeiro (Leafro / UFRRJ), la realidad de Brasil sigue siendo un legado del largo período de colonización europea. y el hecho de haber sido el último país en acabar con la esclavitud, Fernandes señala que incluso después de 130 años de abolición, todavía es muy difícil para la población negra crecer económicamente en Brasil.
En noviembre de 2017, según la Encuesta Nacional  por Muestra de Hogares (PNAD Continua) publicada por el IBGE, en el tercer trimestre de 2017, de los 13 millones de brasileños desempleados, 8,3 millones eran negros o morenos (63,7%). Como resultado, la tasa de desempleo para esta porción de la población fue del 14,6%, superior a la de los trabajadores blancos (9,9%). La tasa de subutilización - indicador que agrega la tasa de desempleo, la tasa de subempleo por insuficiencia de horas (menos de 40 horas semanales) y la fuerza laboral potencial - tuvo un comportamiento similar. Con respecto al número total de trabajadores brasileños, fue del 23,9%, mientras que para los negros o morenos fue del 28,3% y para los blancos fue de solo 18,5%. De los 26,8 millones de personas subutilizadas en Brasil, 17,6 millones (65,8%) eran negros o morenos.

### Violencia
El Atlas de la Violencia 2018 informa que en 2016 la tasa de homicidios de negros fue dos veces y media mayor que la de no negros (16,0% contra 40,2%), en un período de una década, entre 2006 y 2016, la tasa de homicidios entre negros aumentó un 23,1% y en el mismo período, la tasa entre no negros disminuyó un 6,8%. La tasa de homicidio entre mujeres negras fue un 71% más alta que la de las mujeres no negras. Las tasas más altas de homicidios de negros se encuentran en los estados de Sergipe (79,0%) y Rio Grande do Norte (70,5%).
En el Atlas de la Violencia 2019, el 75,5% de las víctimas por homicidio eran personas negras (definidas como la suma de personas negras o morenas, según la clasificación IBGE, también utilizada por SIM), con la tasa de homicidios por cada 100 mil negros fue de 43,1, mientras que la tasa de no negros (blancos, amarillos e indígenas) fue de 16,0. Es decir, en proporción a las respectivas poblaciones, por cada individuo no negro que sufrió homicidio en 2017, aproximadamente 2,7 negros fueron asesinados. Los cinco estados con las tasas de homicidio más altas de negros se encuentran en la región Noreste. En 2017, Rio Grande do Norte tuvo la tasa más alta, con 87,0 muertes por cada 100.000 habitantes negros, más del doble de la tasa nacional, seguida por Ceará (75,6), Pernambuco (73,2), Sergipe (68,8) y Alagoas (67,9).

#### Comisión Parlamentaria de Investigación sobre el Asesinato de Jóvenes
Creada por el senador Lindbergh Farias , el IPC basó las cifras en el Mapa de Violencia, realizado desde 1998 por el sociólogo Julio Jacobo Waiselfisz con base en datos oficiales del Sistema de Información de Mortalidad del Ministerio de Salud. El último Mapa es de 2014 y contabiliza homicidios en 2012: unos 30 mil jóvenes de 15 a 29 años son asesinados cada año en Brasil, siendo el 77% son negros (entre negros y pardos).

#### Trato policial
Diferentes estudios e investigaciones recientes han señalado que, en Brasil, la violencia se distribuye de manera desigual, siendo el perfil racial de las víctimas el diferencial: de cada diez personas asesinadas, siete son negras. En 2016, de 4.222 muertos como consecuencia de la intervención policial, el 72% eran negros.
Según una encuesta realizada en la ciudad de Río de Janeiro por el Instituto Datafolha en alianza con el Foro Brasileño de Seguridad Pública (FBSP), el miedo a la violencia policial, acusaciones infundadas o tener a un menor de edad encarcelado indebidamente es mayor entre la población negra y residentes de barrios marginales.

### Salud
Diabetes, hipertensión y anemia de células falciformes se encuentran entre las enfermedades más comunes en la población negra brasileña, estas enfermedades también matan a más personas negras que blancas, según datos del Ministerio de Salud. Casi el 80% de la población brasileña que depende del Sistema Único de Salud (SUS) se declara negra.
La Política Nacional de Salud Integral de la Población Negra - PNSIPN instituida en 2009 por el Ministerio de Salud busca establecer mecanismos para mejorar la salud de la población negra y enfrentar el racismo institucional en el SUS, en factores que afectan negativamente en los indicadores de salud de esta población: muerte temprana, altas tasas de mortalidad materna e infantil, mayor prevalencia de enfermedades crónicas e infecciosas y altas tasas de violencia.

#### Suicidio
Las tasas de suicidio más altas se encuentran en la población negra. : 54  Para los adolescentes y jóvenes negros, la primera causa de muerte es el homicidio, seguida de accidentes (incluidos los de tráfico), neoplasias malignas y suicidio. Las principales causas asociadas al suicidio entre los negros son:  ausencia de sentimiento de pertenencia, sentimiento de inferioridad, rechazo, abandono, abuso, abuso, violencia, inadecuación, inadecuación, sentimiento de incapacidad, soledad y aislamiento social.
Entre los adolescentes y jóvenes negros, la tasa de mortalidad por suicidio aumentó en los hombres y se mantuvo estable en las mujeres, de 2012 a 2016. Para los hombres, la tasa varió de 8,98 suicidios por cada 100.000 adolescentes y jóvenes negros en 2012 a 10,75 suicidios en 2016, lo que indica un aumento de alrededor del 20%. Para las mujeres, la tasa de suicidio promedio en el período fue de 1,73 muertes por cada 100.000 adolescentes y mujeres negras jóvenes. : 42  En 2016, Roraima fue la UF con mayor tasa de suicidios entre adolescentes y jóvenes negros: 30 muertes / 100 mil. : 52 

## Alemania
En 2009, Githu Muigai, el relator especial de la ONU sobre el racismo, visitó Alemania y criticó la incapacidad del gobierno en la lucha contra el racismo  en la política y sociedad. En Alemania, el racismo es adjudicado a la extrema derecha y, por lo tanto, no se reconoce como un problema que subyace en todos los sectores de la sociedad. En este tipo de discriminación institucional involucra a: “La policía, autoridades gubernamentales y tribunales". El Relator Especial de la ONU describió la puesta en marcha de la Ley General de Igualdad de Trato (AGG) como un paso en la dirección correcta. Sin embargo, la ley todavía necesita reformas. Muigai también pidió una mejor dotación para el personal de la Agencia Federal contra la Discriminación. También se criticó la escasa presencia de gente de color en el gobierno y su escasa participación política. En febrero de 2010 se presentó un informe detallado. Durante este informe, Muigai visitó la RFA por primera vez en 14 años.
En 2013, el Instituto Alemán de Derechos Humanos encontró racismo latente entre las autoridades policiales alemanas, por ejemplo, utilizando perfiles raciales en donde se describe que ciertos grupos de personas por su raza deberían estar sujetos a observación y controles especiales.
En junio de 2016, Amnistía Internacional describió, en un informe de más de 80 páginas, que el estado de Alemania, las autoridades de seguridad alemanas usaban el racismo institucional contra ciudadanos extranjeros y ciudadanos alemanes con raíces extranjeras.
La secretaria general de Amnistía Internacional en Alemania, Selmin Çalışkan, dijo en junio de 2016:

... hay indicios claros de que las autoridades alemanas presentan un problema: el racismo institucional e incapacidad de tratar a todas las personas de manera adecuada y profesional, independientemente de su color de piel, cultura u origen étnico ...

Según el asesor de Amnistía y científico social Alexander Bosch, los estudios científicos han demostrado que las autoridades policiales alemanas controlaban significativamente más a los no blancos que a los blancos o alemanes blancos; esto también es un signo de racismo institucional. Como resultado, en febrero de 2017, un grupo de expertos de las Naciones Unidas, el Comité para la Eliminación de la Discriminación Racial (CERD),  describieron como en Alemania existe un "racismo institucional" arraigado en donde es común observar a la policía alemana operando con "discriminación racial".
El juicio de la NSU, así como la actuación de las autoridades en el contexto de las investigaciones sobre la NSU, que no se habían resuelto durante años como los  "asesinatos de kebab", también están siendo acusados de racismo institucional y Clandestinidad Nacionalsocialista. El término pretende mostrar que la serie de asesinatos neonazis no se trata solo de tres perpetradores individuales, sino de una compleja red de asesinatos que combina a estructuras neonazis, racismo estructural y fracaso por parte del gobierno oficial.

### Sobre Argelia
- Texto original: Estudio de país de Argelia de la Biblioteca del Congreso
- Aussaresses, Paul. La batalla de la Casbah: terrorismo y lucha contra el terrorismo en Argelia, 1955-1957. (Nueva York: Enigma Books, 2010)ISBN 978-1-929631-30-8.
- Bennoune, Mahfoud. The Making of Contemporary Algeria, 1830-1987 (Cambridge University Press, 2002)
- Gallois, William. Una historia de violencia en la colonia argelina temprana (2013), Revisión en línea de la violencia francesa 1830-1847
- Horne, Alistair. Una salvaje guerra de paz: Argelia 1954-1962 (Viking Adult, 1978)
- Mohammed Lakhdar-Hamina
- La batalla de Argel
- La masacre de 1961 fue mencionada en Caché , una película de 2005 de Michael Haneke.
- El drama-documental de la televisión francesa de 2005 Nuit noire, 17 de octubre de 1961 explora en detalle los acontecimientos de la masacre. Sigue la vida de varias personas y también muestra algunas de las divisiones dentro de la policía de París, algunas de las cuales abogan abiertamente por más violencia, mientras que otras intentan defender el estado de derecho.
- Drowning by Bullets, un documental de televisión de la serie British Secret History, que se mostró por primera vez el 13 de julio de 1992.

- Esta obra contiene una traducción parcial derivada de «Institutional racism» de Wikipedia en inglés, concretamente de esta versión del 1 de febrero de 2021, publicada por sus editores bajo la Licencia de documentación libre de GNU y la Licencia Creative Commons Atribución-CompartirIgual 4.0 Internacional.
- Esta obra contiene una traducción parcial derivada de «Racismo institucional» de Wikipedia en portugués, concretamente de esta versión del 14 de febrero de 2021, publicada por sus editores bajo la Licencia de documentación libre de GNU y la Licencia Creative Commons Atribución-CompartirIgual 4.0 Internacional.
- Esta obra contiene una traducción parcial derivada de «Institutioneller Rassismus» de Wikipedia en alemán, concretamente de esta versión del 14 de febrero de 2021, publicada por sus editores bajo la Licencia de documentación libre de GNU y la Licencia Creative Commons Atribución-CompartirIgual 4.0 Internacional.

- Datos: Q848745